# 荒野のコトブキ飛行隊
『荒野のコトブキ飛行隊』（こうやのコトブキひこうたい）は、GEMBA制作による日本のテレビアニメ作品、および同作品で使用された劇伴曲の一つ。2019年1月から3月までTOKYO MXほかにて放送された。通称「コトブキ」。
本作は、西部劇を思わせる広大な荒野と点在する都市を舞台に、レシプロ戦闘機を駆る用心棒集団「コトブキ飛行隊」の活躍を描いたオリジナルアニメ で、空戦シーンが多い。

## 制作・企画
制作経緯は、バンダイナムコが水島努にCGアニメの制作を持ちかけたことから始まる。水島が個人的に好きで題材がCGに向いており、競合作品も少ないことからレシプロ戦闘機のアニメに決定した。旧式のレシプロ機が存在しても違和感の無い世界観を話し合った結果、荒野に町が点在する西部劇調の舞台に行き着いたなど、レシプロ戦闘機ありきで始動したという。また、当初からゲーム化を前提とした企画であり、シナリオの打ち合わせにもゲームの開発者が参加している。
登場する飛行機は本作のために資料を基に制作された3DCGを使用しており、ゲームでも利用されている。主要なキャラクターも3DCGで描写されているがゲーム制作の都合ではなく、一部のシーンでは手描きを使用するハイブリッド描画である。音響にも力を入れており、水島が音響監督を兼務して エンジン音などは新たに制作されている。
ミリタリー監修には『ガールズ&パンツァー』でも監修を担当した二宮茂幸が参加しているほか、航空機の挙動チェックには内海昌浩が主宰する曲技飛行隊「ウイスキーパパ競技曲技飛行チーム」が協力している。航空機の機動は実際に可能なものを基にしているが、アニメとしての演出で作中の機体性能では不可能な挙動や、見栄えを良くするためのデフォルメが行われている。

### プロモーション
2018年9月10日、水島努と横手美智子による「完全新作オリジナルアニメ」の制作発表が行われた。それから3日後の同月13日、題名と概要・プロモーションビデオ、出演者の情報が公開された。
2020年2月1日、テレビアニメ全12話の総集編に新作のエピソードを追加した劇場版『荒野のコトブキ飛行隊 完全版』の制作発表が行われた。MX4Dでの上映も含めて同年9月11日に公開された。興行収入は5000万円。

### 放送前の反響
2018年9月13日に情報が公開された際、「戦闘機と少女」という組み合わせから、水島と横手がかつて手がけた『SHIROBAKO』の劇中劇「第三飛行少女隊」を連想する声がインターネット上で相次いだ。実際、水島はその完成直後に「次はレシプロ戦闘機ものをやりたいです！」と自身のTwitter上で発言していた。

## ストーリー
荒野の続く世界イジツで、人々は限りある地下資源と、空路による交易で生活している。この物語は空路による物資輸送を生業とするオウニ商会と、物資を狙う空賊から飛行船を守る女の子だけの凄腕パイロットだけで組織された用心棒集団「コトブキ飛行隊」の活動を描いた物語である。
ある日、オウニ商会の飛行船「羽衣丸」の護衛に就いていたコトブキ飛行隊は、突如現れた謎の空賊集団と交戦してこれを撃退するが、それは大事の始まりに過ぎず、後に行く先々で謎の組織と相まみえることとなる。
時を同じくしてイケスカを拠点とするイジツ最大の企業・ブユウ商事の若き会長イサオはそのカリスマ性と指導力でイケスカ市長となるが、世界征服の野望を抱いていた彼は前々から野望の邪魔になるものを秘密裏に排除するうえ、特にかつてイジツに技術と文化をもたらした「穴」も独占しようと目論んでおり、ついには「穴」の出現地域への武力侵攻を開始する。世界征服と「穴」の独占を目論むイサオや、終盤でイケスカの援助を密かに受けていたことが明かされる空賊からなる「自由博愛連合」と、イサオの野望を止めるべく立ち上がった「反イケスカ連合」が激突する戦いが始まり、その中で主人公のキリエは大空への自身の存在意義を考えるようになる。
用意周到なイサオの計略によって大打撃を受けたうえ、イケスカに「穴」が開くことを知った反イケスカ連合は、イサオに「穴」を独占されるくらいならと「穴」を塞ぐことを決意する。反イケスカ連合は決死の覚悟でイケスカへ向かい、激戦の末に爆薬を積載した羽衣丸での爆破によって「穴」を塞ぐことに成功。錯乱したイサオが「穴」の向こう側へ飛び込みイジツから消えたことで、指導者を失った自由博愛連合も戦意喪失して方々へ四散し、戦いは終結した。
各々が帰る場所へ向かう中、キリエは自由な大空を飛ぶことが好きだと改めて実感し、これからも飛ぶと心に決め、物語の幕は下りる。

## 世界設定
20世紀中期に似た一面荒野の世界、通称「イジツ」を舞台とし、その昔、「地の底が抜け、様々な物が降ってきた」という出来事があり、抜けた穴が閉じられるまでの間に善悪美醜問わず降ってきたものによって、荒廃の進むイジツに変化が起きた。特に「ユーハング」（意味は「日本軍」）と呼ばれるものにより産業革命が起き、特に航空技術が発展、その恩恵で空路輸送が活発化。大陸各地に埋蔵されている豊富な地下資源により人々の生活は潤っていたが、有限である地下資源はやがて枯渇していき、現在では荒野の続く大陸の中で人々は地下資源のある土地で街を形成。資源枯渇により一部の街が滅んだりしながら、人々は生活している。大昔に海と河川が枯渇しており、時折降る雨や、地下水などで水を賄っている模様。
荒野の過酷な環境下に加え、医療技術もあまり発達していない上に「空賊」やマフィアの抗争などの治安の悪さなどで死亡率も高く、両親を失った孤児達も多い。ラハマなどの一部の町では孤児院を設けている。
通信・電波技術はある程度発展しており、街から街への長距離間では電話、航空機同士では無線による会話ができ、レーダーも実用化されている。一方でテレビジョンなどの映像配信技術は皆無に等しく、アプリ版イベント「サネアツ奮闘記」で映画は存在しているが、上映場所が限られている上に内容も単調なものが多いためかあまり普及していない模様。
広大な大陸において長距離間の交通整備が困難であるため、主に飛行船を用いて空路で交易を形成している。時代を経るにつれて、物資を狙う集団「空賊」が出現。空賊から物資を守るための「自警団」を形成していく中、依頼によって引き受ける「用心棒」も誕生していた。作中では主に第二次世界大戦の日本軍で実在または開発が試みられたレシプロ軍用機が用いられている。商業における貨幣の単位は「ポンド」や「銭（せん）」が用いられている。
イジツにおいては自治独立による街が多く存在する中、これらをまとめようとする動きになりつつある。それぞれ政府は評議会制であり、主に急進派と融和派の二派がせめぎ合っており、近年は連合派も勢力を広げつつある。
飛行機は一定の知識と技能があれば誰でも自由に搭乗・操縦することができるが、近年は免許制にしようとする動きがある他、飛行する際にフライトプランを提出させる制度も誕生しつつある。また、エンジンを含む機体の製造技術はあるものの、いちから設計図を引いて独自に開発する技術はなく、ユーハングが遺した設計図を元に製造している模様で、作中ではユーハングが去った70年後もユーハング戦闘機がそのまま製造・運用、一部装備の改良がなされている。

## 登場人物

### コトブキ飛行隊
キリエ
声 - 鈴代紗弓
主人公。コトブキ飛行隊のパイロットの一人。パーソナルカラーは「赤」。操縦技術と空間把握能力の高さを誇り、機体の性能を引き出す才能に溢れている一方、短気なところもあり、「本能のみで飛んでいる」「技能だけが優秀で技術が無い」と指摘されている。修理に対する知識はあり、他の戦闘機の部品で応急的に隼を修理している。また、金では動かないと仲間からは信頼されている。本編初登場時の通算撃墜数は43機。周囲から「疾風迅雷のキリエ」と呼ばれている。パンケーキが大好きで、パンケーキをぞんざいに扱ったものに対しては、それが不可抗力であっても強い敵意を持ち、場合によっては手を出すこともある。ラハマの郊外の丘にサブジーの礎石があり、時々挨拶に訪れる。元々はサブジーの影響もあり大空を飛ぶことが好きだったが、中盤では年相応になぜ自分は飛んでいるのかと考えるようになり、第11話での戦争の最中でも自身の存在意義を自問するようになり、様々な経緯を経て、大空を自由に飛ぶのが好きで飛んでいるんだという答えにたどり着いた。
後日談にあたる「外伝」では、イケスカ動乱で活躍したエリート集団「コトブキ飛行隊」の一人として有名になり、ハルカゼ飛行隊などの新参の女性飛行機乗りにとって羨望の的になっている。それゆえに彼女たちに威厳のある所を見せなければならないなど気を使うようになり、第1話にてハルカゼ飛行隊の面々と会った時も色々と気を使っていた。また、調味料はソース派であり、唐揚げにもソースをかけて食べている。第5話にてハルカゼ飛行隊の面々と再会するが、第1話の時にみっともない姿を見せたと思い込んで苦手意識を持っている。

エンマ
声 - 幸村恵理
コトブキ飛行隊のパイロットの一人。パーソナルカラーは「青」。キリエの幼なじみ。パイロットとしては、相手の癖や能力を見抜いた上でしつこく追い回す戦い方をする。「峻烈可憐のエンマ」の二つ名を持つ。上品な言葉遣いで毒舌を吐く。没落貴族の娘 で、ラハマにソメイヨシノのある寂れた邸宅を持ち、そこを管理している。
雷電の引き渡し有無の会議の時、過去に空賊から詐欺まがいの要求をされたことがあるような発言をしている。
両親は健在であり、エンマの発言によると詐欺まがいの要求で財産を搾り取られても懲りていないらしい。

ケイト
声 - 仲谷明香
コトブキ飛行隊のパイロットの一人。パーソナルカラーは「紫」。口数が少ない上に客観的に話すが、戦闘機に関する豊富な知識と天才的な才能を持つ。日常での会話、戦闘のいずれも理詰めで行う。趣味は読書であるが、小説などのフィクション系よりも教科書や資料などを好む。ラハマにアレンという療養中の兄がおり、彼のために各地に着いては酒やユーハングに関する資料を土産として購入する。
後日談にあたる「外伝」ではコトブキ飛行隊としてオウニ商会の下で働いている一方で、アレンの助手として一緒に各地へ赴いている。

レオナ
声 - 瀬戸麻沙美
コトブキ飛行隊の隊長。パーソナルカラーは「緑」。パイロットとしての経験が豊富であり、複数の事態を想定しつつも、基本にそった戦い方をする。日々の鍛錬を怠らない。
隊をよくまとめており、自分が憎まれ口を叩かれても仕方がないと思っている。だがそれは隊長だからであり、本来はとにかく敵を落とすことを優先する戦闘スタイルの持ち主で、昔は「一心不乱のレオナ」と呼ばれていた。
また、公私共に借りを作りたくない性格であり、アレシマでの会談護衛を受けたのも、過去にイサオに受けた借りを返すためであった。
孤児院出身で孤児たちの姉的存在として慕われており、孤児院を維持するために用心棒稼業を始めた経緯を持つ。
自身の身体を鍛えることを日課兼趣味としており、アプリ版イベント「怒りのアレシマ」ではレミから「おへやではしるくん」なる鍛錬器具を衝動買いし、「クロエのひな祭り」ではその利便性にすっかり依存しているほど。

ザラ
声 - 山村響
コトブキ飛行隊の副隊長。パーソナルカラーは「黄」。酒好きのチームのお姉さん的な存在。戦闘においては広い視野を持つ。また、昔は空の駅〈サポ〉で働いていたこともあって料理が得意なほか、踊りも上手であり、多少だが絵画の知識もあるなど多芸である。ただし、それら過去のことについては「昔、ちょっとね」と言葉を濁し語ろうとはしない。かなりの酒豪でありトリヘイを含めて複数のエリート興業社員を酔い潰しても平気な顔をしている。レオナとはコトブキ飛行隊結成前からの仲。「外伝」第6話では空の駅でレオナと出会った時が語られ、退屈な毎日を変えようと色々なことを学んだがそれでも変えることが出来ず、ある日リノウチ大空戦で自身の未熟さに意気消沈していたレオナに声をかけ、意気投合して飛行隊を結成したことが語られている。
後日談にあたるアプリ版イベントでは、「ベンヤンマ団の逆襲」でルゥルゥの依頼によりイケスカの美人パイロット大会に参加する予定だったが、「ウキヲエ大騒動」で姐さんがオニシゲ一門に誘拐されたため、救出するために参加を辞退し、救出作戦に参加したことが語られている。

チカ
声 - 富田美憂
コトブキ飛行隊の最年少パイロット。パーソナルカラーは「ピンク」。キリエとは似た者同士でよく言い争いをしている。小柄な体格のためGに対する耐性が高く空戦においてはトリッキーな動きが出来る ものの性格は見た目相応で子供っぽく調子に乗りやすい性格。油断して撃墜され全治2か月で入院していたが、ボルトが入っている状態にもかかわらず43日目で病院を退院して街で隊と合流、そのまま復帰した。
カレーライスが好物であり、食べる機会を逃すと怒る。金勘定が大雑把で無駄遣いが多く、借金は踏み倒す派。チトという名の兄がおり、彼が昔読んでくれた本『海のウーミ』の影響で魚などの海関係に対して憧れを抱いており、パーソナルマークに「ウーミ」を描いている他、アレシマでアノマロカリスのぬいぐるみを大層気に入り購入して「マロちゃん(♂)」と名付け、お金を貯めてもう一体購入しようと決意する。
後日談にあたる「外伝」では、行く先々で無頼者を蹴散らす有様から「電光石火のチカ」という二つ名を得ている。調味料は醤油派であり、唐揚げに醤油をかけて食べている。

### オウニ商会
マダム・ルゥルゥ
声 - 矢島晶子
物資輸送会社「オウニ商会」の女社長。コトブキ飛行隊の雇い主であり、周囲から「マダム」と呼ばれている。赤いドレスの上に紺色のジャケットをマントのように羽織っている。喫煙者で、長煙管で吸う。金にうるさく、依頼によっては高額な請求をする。判断力と人を見る目に長け、人物の長所と心中を理解した上で動かし、ユーリア曰く「人を踊らせるのが上手い」。

ドードー船長
船長帽とネクタイをつけた、風格漂うドードー鳥のような鳥で、羽衣丸の実質的な船長。羽衣丸を占拠した集団に銃を突きつけられても微動だにせず、言葉の中から作戦の意図を察する等、人間並みに肝が据わっている上に聡明。実在したドードー鳥とは違い、空を飛ぶことができる。
生物的には鳥類だが、後日談にあたるアプリ版イベント「サネアツ奮闘記」では翼で操縦桿を掴んで赤とんぼを操るなど器用な所があり、アプリ版ではパイロットとして参戦可能。

サネアツ
声 - 藤原啓治
羽衣丸の雇われ副船長で、頼りない現場の指揮官。昼行灯的に事なかれ主義な態度を取っている。
ルゥルゥに対しては自室のベッドの天井にルゥルゥの写真をこっそり貼っているほどに片想いしており、羽衣丸での「穴」への特攻爆破作戦では操舵役となり、死ぬかもしれないとルゥルゥに告白しようとしたが、その想いを看破していたルゥルゥによりあえて遮られ、結果として告白するまで死ねないという未練もあり爆発からの生還を果たした

アンナ
声 - 吉岡美咲
オウニ商会のスタッフで羽衣丸の操舵手。勝ち気な性格で、サネアツに対しても強気に出る。鞄の収集が趣味。
後日談にあたるアプリ版のハルカゼ飛行隊第3章ではオウニ商会はスズロカから評議会議員のナズナの護衛を依頼され、艤装作業により出航できない「第二羽衣丸」の代わりとしてスズロカ所有の飛行船「天道丸」の総舵手として任務に就いた。

マリア
声 - 岡咲美保
オウニ商会のスタッフで羽衣丸の副操舵手。友人のアンナとは対照的に、おとなしくて気弱な性格である。靴の収集が趣味。
後日談にあたるハルカゼ飛行隊第3章ではアンナと共に「天道丸」の総舵手として護衛任務に就く。

アディ、ベティ、シンディ
声 - 島袋美由利（アディ）、古賀葵（ベティ）、川井田夏海（シンディ）
オウニ商会のスタッフで羽衣丸のオペレーター。常に3人で行動をしている。3人ともそっくりな容姿をしているが、血縁関係はない。
イケスカ戦ではロータの道の駅でオペレーターを務め、情報を逐一報告し貢献する。戦いが終わった後は3人仲良く一機の赤とんぼに乗り、ラハマへ帰還した。
後日談にあたるハルカゼ飛行隊第3章では「天道丸」のオペレーターとして護衛任務に就く。

ナツオ
声 - 大久保瑠美
オウニ商会で、戦闘機の整備班長を務めている女性。幼い見た目だが、既に成人している。
後日談にあたる「外伝」ではイヅルマへ部品調達に来たついでに酒場でチョウハン（丁半）博打で燃料代を稼ぎ、後にフィオやガーベラと共に賞金首を捕まえるために手を組むこととなる。
後日談にあたるハルカゼ飛行隊第3章では「天道丸」の整備士として護衛任務に就く。

ジョニー
声 - 上田燿司
キリエらが利用する船内酒場のマスター。やや気弱な性格をしており、リリコによくツッコまれている。
だが昔は凄腕の用心棒「逃げられジョニー」と呼ばれており早撃ちの名手であった一面を持つ。ミキという女性との結婚を機に足を洗ったものの腕は健在であり、謎の空賊に占拠された羽衣丸奪還作戦時に複数を相手に勝利する実力を持つが、ガンマニアがゆえにミキに愛想をつかされ離縁した過去を持ち、以後はミキと復縁したいために願掛けとして銃を握らないことにしており、お守りとしてカウンターなどに数々の銃火器を隠している。
それまでミキが自分の下に戻ってくるのをただ待つだけだったが、イケスカ戦後は自分の方からミキの下へ訪れて話し合うことを決意した。

リリコ
声 - 東山奈央
ジョニーの店である船内酒場のウェイトレス。客はおろかマスターであるジョニーを含めて冷たく接する。格闘術に長けており、ナイフ投げも上手いがザラ曰く「ごく平凡な経歴を持つウェイトレス」。
後日談にあたる「外伝」ではアレンの紹介で短期バイトをしながらオウニ商会が空輸業を再開するのを待っており、ハルカゼ飛行隊第3章では「天道丸」の船員として護衛任務に就き、紫電改数機相手に赤とんぼで撃墜するなど卓越した操縦技術を見せた。イベント「オサカナ狂騒曲」ではアレンに付き合う形で怪盗団アカツキに協力した。またべッグからはカランと口調や仕草が似ていることから「似た者同士」と評されている。

### ラハマ
アレン
声 - 山本和臣
ケイトの兄で、かつては飛行機乗りとしてユーハングのことを研究していたが、謎の集団に襲撃されて大けがを負い、現在は療養しながら研究を続けている。レオナとは長い付き合いでもあり、ケイトをコトブキ飛行隊に紹介した。酒好きでもあり、レオナから「呑んだくれ」と呼ばれている。キリエを「迅雷ちゃん」と呼ぶ。羽衣丸での乗船中に撃墜されかける場面では、「生きている心地がする」という豪胆な場面も見せる。
頭脳明晰で、色々な調査で「穴」の出現する位置や時期の法則を把握して計算式を確立させ、研究ノートがイサオの手に渡っても法則を覚えており、第11話では暗記した計算式から次はイケスカ上空に出現すると明言した。
後日談にあたる「外伝」では今も「穴」の研究をしており、イベント「オサカナ狂騒曲」ではロイグのロマンに共感して魚の放流に協力した。

町長
声 - 桜井敏治
気は優しく事なかれ主義の町長。小太りだが、若い頃は「ラハマの貴公子」と呼ばれていたらしい。第3話で雷電を巡ってエリート興業に町が襲われた時は町長選挙が近いこともあり、一時は被害が出るくらいならと引き渡しの要求を飲もうとしたが、エンマに叱咤されて交戦を決意する。エリート興業迎撃戦では雷電で参戦しトリヘイに奪取されて恐縮したが、町を守るために立派に戦ったとエンマをはじめとする町民の激励を受けた。第10話ではヒデアキからラハマ爆撃の警告と、ユーリアの引き渡しとラハマの降伏勧告を受けるも町を守ると拒否し、爆撃隊迎撃戦では雷電が元々対爆撃機迎撃機なことからコトブキ飛行隊と共に迎撃に参加するが、エンジントラブルによってやむなく離脱した。第11話では同盟軍での作戦時に「羽衣丸」の護衛を務め、敵機相手に善戦している。イケスカ戦後は雷電を降りる（=町長を辞任する）と決め、次の町長（世代）に雷電を委ねることを決意する

トキワギ
声 - こぶしのぶゆき
ラハマ自警団第3支部長。血気盛んな性格で、本人曰く「由緒正しい貧乏人の出」であり、チカとは会うたびに罵り合いをしているなど大人げない一面もあるが、後にチカに操縦の訓練を受けたようで「チカ姐さん」と慕うようになる。イケスカ戦後は町長が雷電を降りると聞き、次は自分が雷電に乗る（=町長になる）と意気込んだ。
ラハマ自警団長
声 - 荒井聡太
ラハマ自警団団長。優柔不断な町長に進言したり、町の防衛の指揮を取ったりすることも多い。大人げない連中の多いラハマ有権者の中で数少ない常識人。

### その他
ユーリア
声 - 清水彩香
マダム・ルゥルゥの幼馴染の妙齢の女性。ガドールの評議会議員であり、その中でも急進派に位置する人物。「空賊離脱者支援法」をはじめとする様々な法案を提出し、それゆえに敵も多く護衛がついている。どちらかというと融和派寄りの思想を持っているものの、派閥がせめぎ合う政界で生き残るためには手を組むこともやむなしと考えており、そういった観点では先見の明を持つ。
自分のことは底意地の悪い人間だといわれても仕方ないと思う一方で、ケチだと言われることには我慢できない性格であり、コトブキ飛行隊が請求した護衛料を言い値の金額で支払っており、受け取りにきたキリエを驚かせていた。
イサオのことを、「政治を理想論と性善説で取り仕切ろうとする」「運と財力だけで世界を渡るずる賢い奴」と非常に嫌っており、彼のことを語ったり彼の前だと不機嫌になったりする。
後にイサオがイケスカ市長となり、ガドール評議員の大半も自由博愛連合の傘下に入ろうと考えるようになり、議員たちに思い留まるよう答弁したが逆に反乱分子として見られ、評議会から退場後護衛の手引きで間一髪ガドールからの脱出を図る。
そして追撃してくるガドール所属機をナオミに撃退させラハマに到着し、ガドールの現状と自身が冤罪で議員から失脚させられたことを知らせた。後にイサオの野望を阻止すべく、爆撃の被害に遭ったショウトとポロッカと「反イケスカ連合」を結成し、イサオと戦うことを決意する。
イケスカ動乱後に、再びガドール評議員に返り咲いた。

イサオ
声 - 小西克幸
連合派に所属する人物でユーリアが嫌う人物。イケスカに拠点を置く大企業「トウワ・ブユウ商事」現会長で、性格はお調子者。手品を使うこともあるが、次期イケスカ市長候補と呼ばれるほどのカリスマ性があり、「国家統一連合構想」を提唱している。
かつては「天上の奇術師」と呼ばれるイケスカ飛行隊所属のエースパイロットであり、8年前のリノウチ大空戦において1回の出撃で12機の敵を落とした実績を持つ実力者。レオナも同空戦に参戦しており、彼に救われた過去がある。アレシマでは流星に搭乗して単機で四式重爆撃機を撃墜した。実際のところ、彼自身空戦で敵機を撃ち落とすことが快楽だと主張する戦闘狂であり、会長になっても前線で飛びたがる
後にイケスカ市長に当選し、「自由博愛連合」を立ち上げイケスカに軍備を整えている。羽衣丸襲撃事件にて、どんな結果になってもイサオにとって都合の良い展開だと何かを察したルゥルゥに対し、警告とも受け止められる忠告を発しており、ルゥルゥも相応の態度で返答した。
市長に当選してからは甘言とそのカリスマ性で幾多の都市と提携を結び、人々からの絶大な支持を受けるが、彼自身ファシストな一面を秘めており、ブユウ商事による市場独占と武力での弾圧による富国強兵を掲げ、最終的には独裁政治（ユーリア曰く「イサオ独裁帝国」）を目標とし、さらには0ポイントに不定期的に出現する「穴」を独占し、「穴」がもたらす技術や文化を我が物にしようとしていた。後にアレンの研究ノートを入手してからは「穴」の大凡な予測ができるようになり、「穴」の出現確率の高いショウトを武力で排除し独占、さらにはラハマも排除しようとした。
その排除が失敗すると、ラハマをはじめとする反イケスカ連合を今度は「穴」を独占しようとする集団として断じ、自由博愛連合の戦力を持って潰そうと企む。
イケスカに「穴」が出現し、羽衣丸が爆発して穴が閉じようとすると貪欲な本性をさらけ出し、「穴」の消滅に伴い錯乱しながらそれに飛び込む形でイジツからいなくなった。
後日談にあたる「外伝」では後に彼の悪事は発覚した模様で、一連の騒動は「イケスカ動乱」として人々の記憶に刻まれることとなる。また、アプリ版「ハルカゼ飛行隊」でも航空機用の新素材や、ユーハングの施設跡から発見した試作エンジンなどの量産化に向けた研究をしていたことが語られている。

フェルナンド内海
声 - 山本格
ナサリン飛行隊に所属する男。紫電一一型に搭乗している。かつて神職に就いていた過去があり、司祭のような黒い服を着ている。
ナサリン飛行隊が1話での戦闘で全員撃墜された後はアドルフォと2人で他の飛行隊に間借りしつつ隊の再興を目指している。
アドルフォ山田
声 - 松本忍
ナサリン飛行隊に所属する男。紫電一一型に搭乗している。 女好きで調子がよく、第1話でもザラを口説こうとしていた。
ナサリン飛行隊が第1話での戦闘で全員撃墜された後はフェルナンドと2人で他の飛行隊に間借りしつつ隊の再興を目指している。
ナオミに一目惚れしてアプローチしているが逆に鬱陶しがられている。諦めてはおらずイケスカでの決戦中もナオミに告白し、空戦後ナオミもまんざらでもない態度を見せ、行動を共にすることとなった。

トリヘイ
声 - 土田大
空賊エリート興業を率いるボスであり、各地で一方的な取引をしている男で、ラハマには雷電を強奪しに現れた。浮世絵の贋作を押し付けようとしていたが失敗し、再度襲撃を企て社員が何機か落とされたものの、雷電を強奪して砦へと戻って行った。
その後、コトブキ飛行隊が雷電を取り戻しに来たため、専用カラーの隼で迎撃に出るが、人事部長であるヒデアキら一部社員が裏切り撃たれたため窮地に陥る。結果的にコトブキ飛行隊に助けられ、作戦計画は人事部長が立てていたこともあり雷電返却で手打ちとなった。
後にオウニ商会とコトブキ飛行隊がイサオの野望を阻止すべく連合軍を結成していることを知り、仁義を果たすべく社員総出と姐さんも一緒に参戦。窮地に立たされた羽衣丸を救い合流した。
後日談にあたるノベルズ版では空賊稼業から足を洗い、姐さんの絵を広める目的もあり拠点をラハマに移し、芸術品の行商会社「エリヰト興業」を起業。地道な活動が実を結び、イヅルマなどの大都市で展示会を開催するほどに知名度を上げ、アプリ版イベント「ウキヲエ騒動」ではゲキテツ一家のイサカとの商談も成功させ、イサカも元空賊だから人間の裏表を熟知していると高く評価している。

姐さん
声 - 宮下早紀
トリヘイが惚れている小柄な女性。エリート興業では「女帝」と呼ばれ慕われている存在あり、芸術好きでもあってかエリート興業の主力商品であるウキヨエを書き続けていたが自分に才能がないのか悩み始めていた。
だが、偶然雷電奪還のために潜入してきたザラとの交流を経て自信を取り戻し、ザラに雷電の車輪に巻き付けてあった鎖の鍵を渡して救援に駆け付けさせた。
後にトリヘイ達と共に、窮地に立たされた羽衣丸を救出し、そのまま反イケスカ連合に参加。イケスカ市街戦においては、飛行中の彗星からヒデアキの五式戦に飛び移り機体を乗っ取るという離れ技を見せた。
後日談にあたるノベルズ版ではトリヘイと共にラハマに移住し、TV版第4話でのザラの励ましもあって絵を描き続け、各地で個展を開いた結果、ウキヲエ界の新星として脚光を浴びるようになり、特にTV版第4話で描いたザラの肖像画は「踊子美人」として高く評価されている。イベント「ウキヲエ騒動」では空賊上がりのウキヲエ一門・オニシゲ一門がトリヘイをウキヲエの押し売りに悪用しようと人質に攫われたが、ザラ達の活躍により救出された。
ヒデアキ
声 - 真殿光昭
元空賊エリート興業人事部長で、メガネをかけた陰湿な雰囲気の男性。当初はラハマの雷電強奪作戦を立て参加していた。だが雷電を手土産に裏切る手はずだったようで、他の社員達に根回しをしていた。結果的に人事部と営業部を自らの陣営に引き入れ、雷電はコトブキに奪還されたもののザラの追撃を振り切り離脱に成功する。
その後、何者かの指示の下で動いており、アレンが研究していたユーハングに関するノートを強奪。アレンを「知りすぎた男」として抹消しようとする。そして、ラハマに自由博愛連合の使者として現れラハマの連合への加盟とガドールから脱出してきたユーリアの引き渡しを要求するが断られ、その場は退散をする。
反イケスカ連合との空戦に専用カラーの五式戦で参戦し、ナオミ率いる陽動部隊と交戦するがナオミには腕の差で振り切られてしまう。
第12話では姐さんに飛行中の戦闘機を奪われパラシュートで脱出。無線機で今まで羽衣丸を襲撃した空賊に連絡して、影で支援してきた恩を返す時と戦闘に参戦させるが、イサオが「穴」の向こう側へ消えたことで空賊達が勝手に戦線離脱したことに「恩知らずの裏切り者」と憤慨し、その後の消息は不明。

サブジー
声 - 田中完
かつてラハマの郊外の丘に住んでいたユーハングの老人。航空機に関する技術を持ち、昔、穴が閉じる際にも元の世界へ帰還しようとはせずにイジツに残り、偏屈な性格から住民との付き合いがあまりない。幼少期のキリエは好奇心で度々彼の下を訪れ、やがて彼も心を開いて飛行機に乗せて大空を飛ぶなど色々なことを教えたが、協力を求めに人が訪ねてきた後日、突如キリエに別れを告げずに旅立った。キリエに大空と世界の広さを教え、人生に大きな影響を与えた人物であり、キリエは彼の代わりにと家のあった丘に礎石を置き、時折挨拶に訪れる。
また、8年前のキリエの下を去った後にナオミに出会っており、弟子にした後キリエの時と同様姿を消したらしい。
だがイサオ曰く彼はユーハング=日本軍の軍属の技術者であり協力を求めたものの拒否され、あまつさえ逃げようとしたためイサオに撃墜されており生死は不明。零戦の操縦は大変上手だったようで、イサオから「例えるなら、トンビみたいだった。」と称されている。

タミル
声 - 関根明良
エンマの学生時代の友人で、現在は都市警備のアルバイトをしており、エンマと共に自由博愛連合に入った町の式典警備をしていた。
地質学などに精通している上にユーハング語を理解しているなど各分野に詳しく、時々ユーハングが関係している施設や工廠跡の研究・調査に協力を依頼されていることが、アプリ版「ハルカゼ飛行隊」の二章で語られている。

ムサコ、ヒガコ
声 - 松田利冴（ムサコ）、松田颯水（ヒガコ）
パンクファッションに身を包んだ双子で、郵便配達をしている。ムサコが姉で、ヒガコが妹であり二人ともレオナの昔馴染み。搭乗機体は二人とも鍾馗。
　アプリ版の「ハルカゼ飛行隊」の二章にて彼女たちの過去が語られており、かつてはレオナや、現在は飛行機を降りているナカミズ と共に用心棒稼業をしていたことがあり、現在でもその優れた腕で大抵の空賊を翻弄する。腕っぷしも強く、空賊御用達の酒場に時折足を運ぶこともあり、喧嘩沙汰でも大抵勝てるほどである。

ナオミ
声 - 伊藤静
フリーランスの戦闘機乗りであり、キリエの因縁の相手である女性。「荒野の女豹」の異名を持つ凄腕で、キリエ同様サブジーの弟子でもある。ガドールから脱出してきたユーリアに雇われラハマ防衛戦に参加し富嶽1機を撃墜している。キリエのことは、最初はサブジーと同じパーソナルマークを付けている「パクリ野郎（後に「娘」に訂正）」として撃墜し、以後も会う度にしつこく付きまとう奴だと覚えており、着陸しようとしたキリエの前を横切ったため追いかけられるが双方燃料切れでラハマの道路に不時着し、そこで初体面をし最初は双方罵り合いをするがサブジーの件で打ち解けキリエと仲良くなり、彼女もまたサブジーを探しており、何も言わずに去った仕返しに撃墜して見返してやると意気込んでいる。
反イケスカ連合では陽動部隊「オフコウ山部隊」の隊長を務めており、姐御肌な性格なのか口は悪いながらも陽動部隊の指揮を執る。
続くイケスカ市での空戦においてアドルフォから告白を受けその場は濁したものの、空戦終了時には満更でもない態度を示している。

カミラ
声 - 渕上舞
ショウト自警団の団長でもある女性。マイペースで、戦闘機から降りる際に転倒するなどドジな部分もある。ショウトがイサオの手による爆撃で壊滅したことを伝えるためにラハマへ飛び、後にヒデアキの口から理由と経緯を聴き憤慨し、戦う事を決意。ラハマ自警団やナサリン飛行隊と共に迎撃隊に参加する。後にイケスカ戦でも囮部隊として参戦、戦後はショウトを復興させるために尽力すると意気揚々とした。
後日談にあたるアプリ版の「カナリア自警団」第3章では発動機ハ44のショウト代表の管理者としてイヅルマを訪問、駄々をこねてカナリア自警団を振り回し、酒と食ちゃ寝の日々を送るなど堕落した一面を見せた。イベント「決戦！ベニヤンマ団の逆襲」では更なるショウトの復興支援金を集めるべく各方面の美人女性飛行士を募り「美人パイロット大会」を開催した。

ソウヤ、ミユリ
声 - 小市眞琴（ソウヤ）、声 - 前田佳織里
レオナが幼少期を過ごした孤児院に入っている子供達。両者ともコトブキ飛行隊の隊員達と面識がある。
ゴドロウ
声 - 斧アツシ
ポロッカの市長。イサオの考えが権力の一点集中だと非難していたため、自分の街ポロッカが自由博愛連合の富嶽の爆撃によって焦土にされる。気性が荒く血圧が上がりやすい体質。ユーリアを「ガドールの高飛車女」と呼びながらも相応に認めている。反攻作戦の情報を持っていたが身内の二重スパイにより騙される、そして囮に引っ掛かり反イサオ同盟軍の羽衣丸は撤退するなか自身は撤退せず、諦めず最後まで戦えば勝利は開けると戦場に残り続けるが、乗船は撃墜され大爆発を起こす。しかし生存しており、ポロッカの飛行隊に「最後の一人になるまで戦え」と檄を飛ばし続ける。結果的には敵を引きつけ続けていたためコトブキ飛行隊の「穴」封鎖作戦成功に一役買った。

## 用語
地理・施設
ラハマ
西部のウェスタン風の街で、コトブキ飛行隊が契約しているオウニ商会がある場所。主な産出品は岩塩で、キリエが幼い頃には緑が残っていた。郊外に飛行場があり、飛行船も発着できる。九七式戦闘機が自警団の使用機として、雷電が町長専用機として置いてあり、長らく使ってないものの移動式の単装式の対空機銃座も配置している。財政的にあまり裕福とはいえず、第3話でルゥルゥからコトブキ飛行隊の依頼料を提示された際は絶対無理だと難色を示すほどである。広場に土俵風な屋外会議場があり、有事の際は街の有権者を募って公開代表会議を行う。

空の駅
航空機の休憩所。小規模ながら駐機場もある（形式としてはドライブインに近い）。広大な大陸を長距離移動する航空機にとって、給油は必要不可欠であるため、大陸各地に点在する。パイロットが食事や休憩をとることもできる。
劇中で登場するのは第4話の「ロータ」のみ。それ以外では、ザラの過去の勤め先として「サポ」という駅が名前のみ登場する。

アレシマ
5話に登場した大きな街。ラハマよりもインフラが整備されており発展もしている。空輸業者をはじめ、用心棒や飛行隊などを登録・管理する空運（航空運輸）局がある。中央通りに街を象徴する「オーシャン・サンフィッシュホテル」があり、作中ではユーリアとイサオが代表会談をした。また、「アレシマ市立飛行警備隊」なる大規模な飛行隊を保有しているが、街自体がイケスカ（イサオ）寄りなため、ユーリアはイサオに借りを作りたくないと自前の評議会警備隊のほかにコトブキ飛行隊に護衛を依頼した。
後日談にあたるアプリ版イベント「決戦 怒りのアレシマ」ではイケスカ動乱の際にイケスカ側に付いたために反イケスカ同盟の襲撃を受けて被害を被り、戦後は復興しているものの物価が高くなり、裏街道でヤミ市が形成されている。また、アレシマ付近のマフィアの勢力も一変しており、作中ではゴリオシ一家がアレシマ内を取り仕切っていたが、レオナ達により大打撃を受けた末にレミとニコの介入によりゲキテツ一家がアレシマ全てのマフィアを掌握した。

オフコウ山
渓谷に位置する卓状の山で、その昔、山頂の台地が海に浮かぶ滑走路の全長と同じことから、ユーハングが新米飛行機乗りの離着陸の訓練や研究などに使用し、失敗し墜落した時に「不幸者」と言ったことから「御不幸山」と名付けた。現在では観測所跡や墜落した飛行機の残骸があるのみで、主に空路の座標として呼ばれている。第6話にて敵機に撃たれたキリエが無意識のうちに着陸し、飛行機の残骸から部品を集めて修理した。

ナンコー
ラハマに近い地域に存在する小さな油田の町で、フェルナンドとアドルフォの故郷。産出品は石油。全盛期の名残りで小さな観覧車があり、現在では環境的な問題もあり人口が減少の傾向にあるが、それでも良質の石油を産出することからオクタン価の高いガソリンを精製できる。ラハマに近いことからオウニ商会も贔屓にしている。

ショウト
イケスカ（イサオ）とは長い間提携を結んでいる街で、アレシマよりも発展しており高層ビルが立ち並んでいる。しかし、窃取したアレンの研究ノートの内容から「穴」の出現確率が最も高いと判断したイサオにより、空賊と結託しているなどの冤罪をかけられ一方的に提携を破棄された挙句、爆撃予告をして市民を追い出した上での爆撃で街全体を焦土にされ、地域ごとイサオに接収された。
後日談にあたる「外伝」ではイサオの悪事が発覚したことにより冤罪が晴れ、各地の支援により復興しつつあるが、元々街の規模が大きいためか、月日が経った頃のイベント「ベニヤンマ団の逆襲」でもキリエから「焼け野原」と評されるほど。完全に復興するまでまだまだ道のりは長く、様々なイベントなどを催して復興義援金を募っている。

ポロッカ
規模の大きい街で、超大型飛行船「ポロッカ一号」を有するほどの財力を有していたが、イサオの自由博愛主義が上辺だけだと非難したため、「穴」を独占しようとする暴徒だと冤罪をかけられ、爆撃により焦土と化した。
後日談にあたる「外伝」ではショウト同様復興しつつある。
ガドール
ユーリアが評議会議員を務める都市で規模もかなり大きい模様。ユーリアなどの議員の護衛などを行う護衛戦闘機隊を保有している。裏では汚職や談合、選挙違反などが横行し、ユーリアもそれで議会が成り立つならばとある程度は黙認していたが、イサオの知名度が上がるにつれ、それまでイケスカとの提携に反対多数だった議員たちもご機嫌取りや賄賂などで提携派へ鞍替えするなど裏目に出てしまい、イサオがイケスカ市長になると都市の自治権と独立独歩の重要さを主張するユーリアの訴えも虚しく、イサオ率いる自由博愛連合に加わることとなり、ユーリアを反乱分子として拘束・抹殺しようとした。

イケスカ
イジツ最大の街 であり、イサオが現市長を務めているところでもある。市街は高層ビルが立ち上り、中央には沼がありその上にイサオタワーが現在建設中の模様。防空施設としてショウトにもない高射砲塔を備え、街の中にも対空砲群が待ち構えている。
アニメ最終回での「穴」が開く地であり、それを巡ってコトブキを初めとする反イケスカ連合とイサオ側との激しい空戦が巻き起こった。
後日談にあたるアプリ版の様々なストーリーやイベントでは、今までイサオが所有していたユーハング製試作エンジンや震電のスペアパーツなどが徴収されている。

組織
オウニ商会
ラハマに拠点を置く輸送商会。社長はルゥルゥ。大型飛行船「羽衣丸」による空輸業を主とする。コトブキ飛行隊もこの商会に雇われている形で所属している。
また、レオナが寄付している孤児院の地上げ屋対策に、孤児院の土地権利を購入していた（運営権は院長に託している）ことがアプリ版のイベント「決戦！ハルカゼ回想録」にて語られている。
コトブキ飛行隊
レオナが隊長を務める飛行隊。全員が一式戦闘機 隼一型に搭乗し、キリエ以外は青系のリボンをつけている。戦闘においては卓越した操縦と緊密な連携で戦果を挙げており、ジョニー曰く総撃墜数が200を超えるエース集団だが、町中で喧嘩沙汰を起こす素行の悪さから「アバズレ飛行隊」や「追い剥ぎ飛行隊」などの悪評もある。
名前の由来はユーハングの言葉である「寿」からきており、「外伝」6話ではレオナとザラが出会い、そして飛行隊を結成した時にレオナが搭乗していた九七式戦闘機のエンジン「ハ1乙」が別名「寿」と呼ばれ、「幸運」「祝い」「長生き」といい事ずくめの意味があることから験担ぎに名付けたことが語られている。
後日談にあたるアプリ版ではイケスカ動乱を終結させたエリート集団として有名になっているが、同様にアレシマなどのイケスカ側に付いていた一部の「旧イケスカ派」からは自分達のそれまでの地位から急落した元凶だと逆恨みされている。また、一部のマフィアや空賊もコトブキ飛行隊を倒して名乗りを挙げようと目論んでいる。

ナサリン飛行隊
ナンコーを拠点とするフリーランスの飛行隊。全員が紫電一一型を使用している。 フェルナンド内海、アドルフォ山田、イスマエル（声 - 手塚ヒロミチ）、ミゲル（声 - 長谷川芳明）、ロドリゲス（声 - 佐々木義人）で活動していたが、1話での空賊ドブロク団との戦闘で全員撃墜される。その後、フェルナンドとアドルフォのみの2人だけとなっており、他の飛行隊に間借りしつつ隊の再興を目指している。後にイサオが世界征服の野望を抱いていることを知り反イケスカ連合に参加、11話ではナオミ率いるオフコウ山部隊に編成され、ナオミの援護に回り、戦闘後もナオミと行動を共にすることとなった。ロドリゲスは用心棒稼業を辞めている模様で、12話でロータの空の駅での反イケスカ連合の出撃と、アディ達のラハマへの帰還を、空の駅の店主と共に手を振って見送っている。
飛行隊のエンブレムは「ウイスキーパパ競技曲技飛行チーム」が使用している「イエローロビン」を元に制作されており、フェルナンドとアドルフォの名字はチームのパイロットが由来。

エリート興業
雷電目当てにラハマを襲撃した空賊の一団。所有機数は40機と規模が大きく、社歌を流しながら飛来し、部下は実際の会社の役職で呼ばれる。アジトの周辺の住民からは「会社ごっこをしている馬鹿な連中」と揶揄されている。
最初は取引を持ち掛けてきて浮世絵の贋作を相手に一方的に押し付ける。それが叶わないと強奪を図り、取引で使おうとした物を強引に押し付けてくる手口をラハマでは使用した。そしてラハマ市長が雷電に乗り込み防衛に参加したことにより、トリヘイが直接雷電に接触して強奪に成功した。
入りくねった谷間に飛行場を持ち、そこを砦化して天然の要塞としていたが、雷電を取り戻しに来たコトブキ飛行隊により攻略される。
人事部長ら一部社員が裏切り離脱した後は雷電を取り戻し、作戦計画が人事部長が立てていたこともあり手打ちとなった。
後にコトブキ飛行隊が反イケスカ連合側で戦っていることを知り、仁義を果たすべく社員総出で羽衣丸の下へ飛び窮地を救い、連合軍へ参加する。
イケスカ動乱後はちゃんとした株式会社として活動していることが、アプリ版のイベント「ウキヲエ大騒動」にて確認できる。

自由博愛連合
イサオが人々や街を全体意志で統一する「縦のつながり」理念のもと立ち上げた都市連合で、イサオがイケスカの市長となった時に本格的に始動した。
色々と良くなった部分もあるものの、以前より整えていた戦力を使ってイサオの野望のもと邪魔になった友好的な都市や自由博愛連合へ加入への拒否した都市へは難癖をつけて爆撃を行う。
イケスカ新聞によれば、発足以前から使者として自分達の息のかかった者を各地に送り込んでいた模様。
また裏では空賊に対しても戦闘機や物資などを提供し提携関係を結んでいた。後日談にあたるアプリ版ではイサオがイジツから消えたことにより提携関係が消えて戦闘機がそのまま空賊のものになり、空賊が過激化している要因にもなっている。

その他
羽衣丸
オウニ商会が保有する大型の硬式飛行船。浮力は不燃性ヘリウムガスで得ている。輸送が主な用途であるが、船体下部を貫通している飛行甲板に飛行機の離着艦が可能な空中空母でもある。レーダーと対空砲も装備している。
第12話では、イケスカ上空に出現した「穴」がイサオの手に渡るくらいならと穴を塞ぐために4トンの爆薬を積載して「穴」に特攻し、爆発して「穴」を塞ぐことに成功した。
後日談にあたるアプリ版イベント「決戦 怒りのアレシマ」にて新たに飛行船を購入し、「羽衣丸」と命名して空輸業を再開していると思わしき台詞がレオナの口から語られ、「外伝」8話にて艤装まで至ってないものの、既に完成状態にまで建造し直している。

自動車
作中では大陸間の道路が舗装されていない上に運搬目的以外需要が無いため、アレシマやイケスカなどの大きな街で一部の裕福層が乗用車を保有する程度である。トラックもあるが荷台には爆撃機の対空銃座を流用したものを載せた移動式の対空銃座として利用され、ラハマやエリート砦では自衛のために配置している。

ユーハング
70年前にイジツに突如として「穴」が開き、そこから訪れた、いわゆる「異世界の人間」である。彼らはイジツの各地に工廠を建て、航空機をはじめとする様々なものを作り、イジツに産業革命や文化革命などをもたらしたが、やがて穴が閉じていき、ユーハングは元の世界へ帰還した。穴のあった地域は「0ポイント」と呼ばれ、彼らの用いていた文字（日本語）は「ユーハング語」としてイジツに定着し、ユーハングの工廠跡では今でも色々なものが発見され、人々は「ユーハングの置き土産」と呼んでいる。
のちにアプリ版「ゲキテツ一家」の第三章にてその理由が語られ、【戦禍】によりユーハングの国が苦境に立たされ、イジツに駐屯している兵団を集結・帰還させるべく、また、万が一に敗戦し、戦勝国によりイジツが蹂躙されることを苦慮し、イジツを守るために断腸の思いで「穴」を人為的に閉じたことがユーハング人の首領とナンブの口から語られた。
「穴」
70年前に、現在のラハマの近くにある「0ポイント」と呼ばれている場所に突如として開き、そこからユーハングが訪れ、やがて閉じていくと共にユーハングも帰還し、ユーハングからの交易が途絶えた。一般的にはそれ以来穴は開くことがなかったと知られているが、アレンの調査では不定期ながらも、空に現れる三つの「輪」が重なると穴は開き、今もユーハングが干渉している可能性があるとのこと、そして海が無くなった原因にもなったとされる。さらにはユーハングの世界以外にも、幾多の異世界と繋がっている可能性があるとアレンは述べている。
イサオに友好的な街に「穴」が出現する可能性があった際、理由をつけて爆撃するなどイサオにとって必要なものであり、ラハマにも同様な行為を行おうとした。
「穴」を人為的に消滅させる際にはアレン曰く、大量の爆薬を爆発させる必要があり、その消滅時周囲のものをブラックホールのように吸い込む。

魚
イジツに元々生息していた水棲生物は大昔の海と河川の枯渇で絶滅しており、ユーハングが持ち込んで施設で養殖している淡水魚を総して「魚」と呼んでいる。今でも施設でのみ魚は養殖されており、一生に一度お目にかかるかどうかの希少なのもあり、一匹の価格がとてつもなく高額である。食用の魚も売られているがそれでも高額で、オウニ商会内でもジョニーが過去に結婚式で食したのみである。アプリ版イベント「オサカナ狂騒曲」では過去にユーハングがイジツに点在する湖に放流して繁殖させようと試みた模様で、70年経った今ではバラツマ湖で目撃された記録がある。
後日談にあたる「外伝」ではイサオが購入した魚は「アロワナモドキ」という魚種ということが判明し、イケスカ動乱後はアレシマに渡ったが、「オサカナ狂騒曲」で自由にさせたいとロマンを抱くロイグとリガルの提案で怪盗団アカツキに盗まれ、魚の目撃記録のあるバラツマ湖に放流され、無事に仲間に出会い、「外伝」3話の最後の方で一緒に泳いでいる姿が描写された。
海のウーミ
イジツで有名なシリーズ物の絵本。チカも大層気に入っており、自機のパーソナルマークにするほどである。アプリ版「カナリア自警団」の第2章では物語について語られており、友達が欲しいけれどど毒を持っているから友達が作れないフグのウーミが各巻で活躍する様子が描かれている。他にも数少ない友達のミスかい子や、強欲でお酒が好きなカニなどが登場する。
ウキヲエ
70年前にユーハングがイジツに持ち込んだ絵画の一種で、それまでのイジツの芸術文化に革命を与えた。今でもユーハング人のホクサイやクニシゲ作のウキヲエは好事家たちの間で高値で取引されているほか、印象派絵画として姐さんなどのウキヲエ画家を志す者達も存在する。
リノウチ大空戦
TV版の本編より8年前にリノウチを舞台に繰り広げられた大規模な空戦で、駆け出しの頃のレオナや、当時イケスカ飛行隊所属のイサオも参戦し、アプリ版の数名の登場人物も関わっている。アプリ版「ハルカゼ飛行隊」第3章によると、TV版のイケスカ動乱よりも規模の大きい、イジツの歴史の中で最も規模の大きな戦争で、この戦争で多くの飛行機乗りが命を落とし、そしてイジツ中で親を亡くした孤児たちが増えたと説明されている。

## 登場飛行機
実在の機体（試作・計画機を含む）をモチーフにしているが作品オリジナルの性能が与えられている。無線機は現在の基準で見ても高性能なものが使われている。単位表記はイジツ上のものとなっている（距離単位が「クーリル」、容量単位が「ボットル」等）。
一式戦闘機 隼一型（はやぶさ いちがた）
コトブキ飛行隊達が搭乗。隊のマークは黄色の日の丸に二枚羽の赤いプロペラ。差異としては個人ごとにパーソナルマークや迷彩、プロペラスピナーの色が異なる。

零式艦上戦闘機二一型 零戦二一型（れいせん にいいちがた）
空賊ドブロク団が搭乗。後にポロッカ所属機など複数登場。

零式艦上戦闘機三二型 零戦三二型（れいせん さんにいがた）
空賊ドブロク団に交じって飛行船を襲撃してきたナオミが搭乗。ハートマークに巻き付いた蛇がパーソナルマークである。キリエは唯一撃墜された相手として、以後も数々の遭遇で辛酸を舐めさせられた相手として必ず撃ち墜とすと心に誓い、さらにはサブジーと同じ機に乗っている奴だと、サブジー以外の三二型乗りは認めないと機体を見ると我を忘れて追撃する。
幼少期のキリエが出会ったユーハングの老人サブジーの搭乗する機体も登場。垂直尾翼にキリエの機体にも描かれている赤い隼が描かれており、主翼および胴体には赤い何かのマークが機体色で塗り潰されている。

局地戦闘機 紫電一一型（しでん　いちいちがた）
ナサリン飛行隊の乗機。ガンポッドを搭載し火力は高いが、機体同士の相性の悪さや技量の差などで全機撃墜される。隊のマークは酒瓶を片手にほろ酔い気分の青い鳥。機体も青く塗装している。
アレシマ防空戦では用心棒としてアレシマ上空の警護をし、空賊第三百一親衛隊相手に善戦した。
「外伝 大空のハルカゼ飛行隊」では後半のエンドロールにてカナリア自警団のヘレン専用機が登場している。

二式単座戦闘機 鍾馗（しょうき）
ユーリア評議員の護衛のために派遣されたガドール評議会所属部隊が搭乗。
ムサコ・ヒガコの姉妹が郵便配達に使っている。

三式戦闘機 飛燕（ひえん）
ユーリア評議員を運ぶオウニ商会の飛行船を襲撃してきた空賊シロクマ団の機体で、機体に豹のマークがついている。
アレシマ市立飛行警備隊所属機が登場した。
反イケスカ連合としてショウト自警団機が登場した。

九五式一型練習機 赤とんぼ
ラハマの自警団が使用している機体の一つであり、尾翼にトランプのマークと数字が書かれている。主に救援活動や哨戒任務などに活用される。

九七式戦闘機
ラハマの自警団が搭乗。他の機体と比べ旧式であるが旋回性能の高さを活かして善戦している。

局地戦闘機 雷電（らいでん）
ラハマの町長専用機であり町の守り神とされる。空賊であるエリート興業のトリヘイに奪われるが、後に返却される。奪還作戦中に一時的にザラが搭乗。返却までの帰還飛行では、搭乗機が修理中であったエンマが搭乗した。速度や武装では隼を上回るが旋回性能が隼に比べて落ちるため、格闘戦を好むキリエやエンマ達からの評価は悪い。11、12話では町長が搭乗し反イケスカ連合軍として戦った。

一式戦闘機 隼三型（はやぶさ さんがた）
空賊エリート興業の構成員達やトリヘイが搭乗。トリヘイの機体は専用カラーで塗られている。
「外伝 大空のハルカゼ飛行隊」ではハルカゼ飛行隊が搭乗し、エンドロールにて尾翼にユーカのパーソナルマークをしたユーカ専用の機体が登場している。

艦上爆撃機 彗星（すいせい）
空賊エリート興業の社長のトリヘイが後部銃座に搭乗していた。他のエリート興業所属機と同じく赤系の塗装で翼に「エリヰト」という文字がマーキングされている。
ナンコー油田火災を爆風消火するために、エリート興業の機体をキリエとケイトが乗り使用した。搭載されている爆弾はケイトが即席で作ったものである。

100式輸送機（ひゃくしき ゆそうき）
会社からの依頼で慰労を行っているアグア舞踏団の所有機。上面がピンクで下部が白系統で塗装され尾翼に踊り子のマークが描かれている。
空賊エリート興業から依頼があったもののコンパニオンたちが拒否したため、引き留めようとした男性は困り果てたが偶々その場にいたコトブキ飛行隊のザラがエリート興業への潜入に利用することにした。
イケスカの「トウワ・ブユウ商事」傘下の大手石油会社スタンドン石油所属機がナンコーに来ていた。マークは額にSの字をあしらった玉ねぎのような型の目出し帽に蝶ネクタイを付けたもの。
ガドール評議会議員の座を追われたユーリア所有機が自由博愛連合の追撃から逃れるために使用された。

艦上攻撃機 流星（りゅうせい）
イサオが執事（声 - 中博史）と搭乗し、五二型1機と四式重爆を撃墜した。

零式艦上戦闘機五二型 零戦五二型（ぜろせん ごうにいがた）
アレシマを襲撃した空賊第三百一親衛隊が搭乗。
ガドールから脱出するユーリアの乗った100式輸送機を追撃するガドール所属機が登場するがナオミに撃墜されている。

四式重爆撃機 飛龍（ひりゅう）
アレシマを襲撃した空賊第三百一親衛隊が搭乗。2機いたが、1機はコトブキ飛行隊に、もう1機はイサオに撃墜されている。
自由博愛連合所属機がエンマが警備していた会場に駐機されていた。

四式戦闘機 疾風（はやて）
爆風消火をしようとするコトブキ飛行隊とナサリン飛行隊を阻止しようと現れた集団が搭乗した機体。腕も内海曰くプロであり、性能差もあってかコトブキ飛行隊の面々を苦戦させた。
羽衣丸を一時占領しようとした集団も同じパターンの迷彩を使っており、エンマはナンコー油田で妨害しようとした集団と同じだと予測している。後に公式サイトによればナンコー油田の疾風はイケスカ所属、羽衣丸を一時占領しようとした疾風は自由博愛連合所属機とされている。

五式戦キ一〇〇
自由博愛連合の所属機でありイサオがイケスカの常備軍として配備していたものである。隼や零戦よりも後に設計されたため性能は高く、ナオミからも良い機体と評される。

二式複座戦闘機 屠龍（とりゅう）乙型
羽衣丸を一時占拠した集団が使った機体で、疾風に護衛されながら3機が出現し、強行着陸した1機の疾風が空けた後部ハッチから着陸した。後にそのうちの1機にキリエとレオナが乗り、操舵不能になった羽衣丸を不時着させた。

局地戦闘機 紫電改（しでんかい）
キリエとアレンを襲撃した謎の集団が使った機体。イケスカにも同じ塗装の機体が配備されている。
超大型戦略爆撃機 富嶽（ふがく）
自由博愛連合の勧告を受け入れない街に爆撃を行う際に使用された。ラハマに爆撃を敢行するため多数の護衛戦闘機を伴い5機編成で襲来するが、コトブキ飛行隊やナサリン飛行隊およびラハマ自警団によって阻止され4機が撃墜される。

十八試局地戦闘機 震電（しんでん）
イサオが搭乗し、次々とキリエをはじめ反イケスカ連合軍の機体を落としていくがキリエを落とした直後、ケイトに機体を損傷させられた。その後、損傷させられたエンジンをジェットエンジンに変え震電改 としてコトブキ飛行隊に立ち向かう。
後日談にあたるアプリ版イベント「ベニヤンマ団の逆襲」ではショウトがイケスカから摂取したスペアパーツを元に震電を復元し、美人パイロット大会の優勝商品となるが、エンジンだけは大会に間に合わせるために不足しているパーツを他の部品を使って急ごしらえで補ったため、ベニヤンマ団に奪取されたもののエンジントラブルで中破した。その後は設計図が普及したのかエンジンだけは別の物を搭載した、オリジナルに比べて性能の劣るレプリカが製造されるようになり、「サネアツ奮闘記」に登場した。

キ六四試作重戦闘機 キ64
イサオの僚機として執事が使った機体。富嶽製造工場と目される飛行場を奇襲した反イケスカ連合軍を待ち伏せした。レオナ機との空中衝突により撃墜される。

F-86D セイバードッグ
イケスカのイサオタワーに攻撃を仕掛けてきたコトブキ飛行隊を迎撃に上がった機体。近接信管のある24連式空対空ロケット弾（Mk4 FFAR マイティ・マウス）でケイト機を不意討ち撃墜しコトブキ飛行隊を追い詰めるが、ロケット弾で破壊したオブジェの破片でダメージを受けパイロットが射出座席で脱出し、墜落した。イサオ曰く「1機しかない迷子戦闘機」。作中では唯一のアメリカ合衆国製機体であり、塗装も他の自由博愛連合機とは異なりアメリカ空軍風の銀色。

## スタッフ
- 監督・音響監督 - 水島努[81][ep 2]
- 副監督 - 神戸洋行[81][ep 2]
- シリーズ構成 - 横手美智子[81][ep 2]
- メインキャラクター原案 - 左[81][ep 2]
- キャラクターデザイン - 菅井翔[81][ep 2]
- ミリタリー監修 - 二宮茂幸[81][ep 2]
- ミリタリー設定 - 中野哲也、菊地秀行、時浜次郎[81][ep 2]
- 設定協力 - 白土晴一[81][ep 2]
- 3D監督 - 江川久志[81][ep 5]
- テクニカルディレクター - 水橋啓太[81][ep 2]
- アセットディレクター - 小薬健太郎[81][ep 2]
- 美術監督 - 小倉一男[81][ep 2]
- 美術設定 - 須江信人、志和史織、小川さくら[81][ep 2]
- 色彩設計 - 山上愛子[81][ep 2]
- 撮影監督 - 篠崎亨[81][ep 2]、堀部亮[ep 5]
- 編集 - 吉武将人[81][ep 2]
- 音楽 - 浜口史郎[81][ep 2]
- 音響効果 - 小山恭正[81][ep 2]
- サウンドミキサー - 山口貴之[81][ep 2]
- 音楽制作 - ランティス[ep 2]
- 音楽プロデューサー - 関根陽一[ep 2]
- プロデューサー - 有澤亮哉、伊藤翔平、大谷健介、海老沼泰弘[ep 2]
- アニメーションプロデューサー - 工樂英樹、露木祐治、青木清光[ep 2]
- 制作 - デジタル・フロンティア[81][ep 2]
- アニメーション制作 - GEMBA[81][ep 2]
- 作画制作 - ワオワールド[81][ep 2]、アクタス[ep 5]
- 製作 - 荒野のコトブキ飛行隊製作委員会[81]（バンダイナムコアーツ、バンダイナムコエンターテインメント、BANDAI SPIRITS、デジタル・フロンティア[ep 2]）

## 主題歌
OPおよびEDの作詞・作曲・編曲 - ZAQ

オープニング主題歌「ソラノネ」（第1話 - 第11話）
歌 - ZAQ
第1話では本編終了後に使用。

エンディング主題歌「翼を持つ者たち」（第2話 - 第12話）
歌 - コトブキ飛行隊［キリエ（鈴代紗弓）、エンマ（幸村恵理）、ケイト（仲谷明香）、レオナ（瀬戸麻沙美）、ザラ（山村響）、チカ（富田美憂）］

挿入歌
「エリート興業社歌」（第3話、第11話）
作詞 - 水島努 / 作曲・編曲 - 浜口史郎 / 歌 - エリート興業ボス トリヘイ（土田大）

## 各話リスト
| 話数   | サブタイトル          | 脚本       | 絵コンテ     | 作画演出   | CG演出            | 作画監督          | 総作画監督        |
| ------ | --------------------- | ---------- | ------------ | ---------- | ----------------- | ----------------- | ----------------- |
| 第1話  | 月夜の用心棒          | 横手美智子 | 水島努       | 水島努     | 江川久志 廣田天   | 上野翔太          | 中村統子          |
| 第2話  | さすらいの6人         | 横手美智子 | 西澤晋       | 神戸洋行   | 江川久志 鹿住朗生 | 上野翔太          | -                 |
| 第3話  | ラハマの長い日        | 吉野弘幸   | 久保博志     | 神戸洋行   | 江川久志 鹿住朗生 | 上野翔太 三浦貴弘 | -                 |
| 第4話  | エリート砦            | 吉野弘幸   | 三沢伸       | 山内東生雄 | 江川久志 廣田天   | 三浦貴弘 渡辺伸弘 | 中村統子 上野翔太 |
| 第5話  | 華麗なるアレシマ      | 横手美智子 | 山崎雄太     | 安井貴司   | 江川久志 鹿住朗生 | 三浦貴弘 渡辺伸弘 | 上野翔太          |
| 第6話  | 帰らざる無宿          | 横手美智子 | 佐藤誠       | 村上勉     | 佐藤誠            | 佐藤弘明          | -                 |
| 第7話  | ナサリンの1ポンド硬貨 | 檜垣亮     | 金子祥之     | 山内東生雄 | 江川久志 廣田天   | 李晋螺 三浦貴弘   | -                 |
| 第8話  | 大飛行船強盗          | 吉野弘幸   | 鹿住朗生     | 安井貴司   | 鹿住朗生          | 渡辺裕二          | あおきまほ        |
| 第9話  | 赤とんぼの風来坊      | 横手美智子 | 福士直也     | 工藤寛顕   | 江川久志 前川英章 | 王國年            | -                 |
| 第10話 | 情け無用の爆撃機      | 檜垣亮     | ロマのフ比嘉 | 豊増隆寛   | 佐藤誠            | 渡辺裕二          | あおきまほ        |
| 第11話 | イケスカの決闘        | 横手美智子 | 西澤晋       | 工藤寛顕   | 江川久志 前川英章 | 西尾公伯          | -                 |
| 第12話 | 夕陽のコトブキ飛行隊  | 横手美智子 | 水島努       | 石黒達也   | 江川久志 鹿住朗生 | 西尾公伯 王國年   | 中村統子          |

## 放送局
| 放送期間                | 放送時間                     | 放送局     | 対象地域   | 備考                  |
| ----------------------- | ---------------------------- | ---------- | ---------- | --------------------- |
| 2019年1月13日 - 3月31日 | 日曜 22:30 - 23:00           | TOKYO MX   | 東京都     |                       |
| 2019年1月14日 - 4月1日  | 月曜 2:05 - 2:35（日曜深夜） | テレビ愛知 | 愛知県     |                       |
| 2019年1月16日 - 4月3日  | 水曜 0:00 - 0:30（火曜深夜） | BS11       | 日本全域   | BS放送 / 『ANIME+』枠 |
|                         | 水曜 3:00 - 3:30（火曜深夜） | 毎日放送   | 近畿広域圏 | 『アニメ特区』第2部   |

| 配信期間               | 配信時間        | 配信サイト |
| ---------------------- | --------------- | --- |
| 2019年1月16日 - 4月3日 | 水曜 23:00 更新 | AbemaTV |
| 2019年1月19日 - 4月6日 | 土曜 22:00 更新 | Amazonプライム・ビデオ アニメ放題 GYAO!ストア J:COMオンデマンド MBS動画イズム TSUTAYA TV dアニメストア DMM.com Netflix ニコニコ動画 HAPPY!動画 バンダイチャンネル ひかりTV ビデオパス ビデオマーケット Hulu PlayStation Video milplus music.jp ムービーフルPlus U-NEXT Rakuten TV |

2019年10月ではTOKYO MX、BS11およびニコニコ生放送、AbemaTVにて副音声を新たに収録した「細かすぎて伝わらないオーディオコメンタリー」が放送。インターネット配信は副音声版を配信。オーディオコメンタリーの出演は、二宮茂幸、内海昌浩、佐々木義人。

## 関連メディア

### Blu-ray BOX
音声はDTS-HDマスターオーディオ (2.1ch) が収録されている。
| 巻 | 発売日        | 収録話         | 規格品番  |
| -- | ------------- | -------------- | --------- |
| 上 | 2019年5月24日 | 第1話 - 第6話  | BCXA-1438 |
| 下 | 2019年7月26日 | 第7話 - 第12話 | BCXA-1439 |

### 漫画
2019年4月24日に「少年ジャンプ+」でコミカライズされることが3月30日に公表された。
ストーリーおよび構成は田岡宗晃、漫画を杉江翼の「天神 TENJIN」を手掛けたコンビが担当する。

### 小説
ジャンプJブックスより『荒野のコトブキ飛行隊 荒野千一夜』というタイトルでノベライズ。2019年6月19日に発売。著者は安藤敬而。イラスト・挿絵を杉江翼が担当する。内容は、テレビアニメ版の最終回以降をオムニバス形式で5話収録。

### インターネット配信番組・関連

#### Web番組
2019年1月16日より毎週水曜午前11時にWeb番組『コトブキ通信』が公式YouTubeチャンネルにて配信。パーソナリティはキリエ役の鈴代紗弓とエンマ役の幸村恵理。
第12号をもって毎週配信を終了し、第13号からは毎月第3水曜日に配信することを予定している。
インターネットラジオと同様の形式となっており、出演する声優に対応するミニキャラクターがトークに応じてリアクションするようになっている。ゲストはパーソナリティに倣ってふたりから番組内愛称を命名されるのが恒例である。
ゲスト
第3号 - 仲谷明香（ケイト役）
第6号 - 瀬戸麻沙美（レオナ役）
第8号 - 山村響（ザラ役）
第9号 - 富田美憂（チカ役）

ナツオ整備班長の戦闘機講座
第2号から第12号までコトブキ通信内（第11回まで）で放送されたコーナー。本作に登場する戦闘機について、ナツオ（大久保瑠美）が他のキャラクターに説明する形式で解説を行う。第12回以降は「大空のハルカゼ飛行隊」内で公開する。

#### 設定解説動画
キリエ役の鈴代紗弓がナレーションを担当する設定解説動画。
イジツ見聞録〜世界編〜
2019年2月7日にYouTubeで配信。5話までの映像を交えつつ、イジツの配信時点での成り立ちや世風の動き、キャラクターを中心に解説している。

イジツ見聞録〜戦闘機編〜
2019年2月7日にYouTubeで配信。5話までの映像を交えつつ、配信時点までの戦闘機や爆撃機に関して解説している。

イジツ見聞録〜世界編その2〜
2019年3月22日にYouTubeで配信。10話までの映像を交えつつ、イサオの自由博愛連合に関して解説している。

イジツ見聞録〜戦闘機編その2〜
2019年3月28日にYouTubeで配信。10話までの映像を交えつつ、5話から11話までの戦闘機や爆撃機に関して解説している。

### Webアニメ
荒野のコトブキ飛行隊外伝 大空のハルカゼ飛行隊
2019年3月下旬に行われたAnimeJapan2019で、ショートアニメの外伝作品「大空のハルカゼ飛行隊」が発表された。同年4月に『荒野のコトブキ飛行隊 大空のテイクオフガールズ！』内およびYoutubeでの公開を予定し、4月10日に第一話が配信され、第二話は4月末配信で、その後は基本的に月末配信となった。
スタッフ
他はTVスタッフ同様
- 監督 - 佐藤マコト
- 撮影監督 - 内田和博
- 美術監督 - 伊藤友沙
- 美術設定 - 新田千尋
- 背景美術 - 草薙、伊藤友沙
- 色彩設計 - 冨永つかさ
- 編集 - 浜辺啓太郎
- 音響監督 - 山口貴之
- 音響制作 - マジックカプセル
- 音響スタジオ - ビクタースタジオ501スタジオ
- プロデューサー - 有澤亮哉、伊藤翔平
- アニメーションプロデューサー - 工樂英樹、丸山慎平

主題歌
エンディング主題歌「太陽が呼んだ虹」
作詞・作曲 - ZAQ / 歌 - コトブキ飛行隊［キリエ（鈴代紗弓）、エンマ（幸村恵理）、ケイト（仲谷明香）、レオナ（瀬戸麻沙美）、ザラ（山村響）、チカ（富田美憂）］
各話リスト
| 話数 | サブタイトル       | 脚本       | 絵コンテ   | 演出   | 配信日         |
| ---- | ------------------ | ---------- | ---------- | ------ | -------------- |
| #1   | 憧れの用心棒       | 横手美智子 | 佐藤誠     | 佐藤誠 | 2019年 4月10日 |
| #2   | かけだしの6人      | 横手美智子 | 佐藤誠     | 佐藤誠 | 4月30日        |
| #3   | サカナの長い日     | 横手美智子 | 佐藤誠     | 佐藤誠 | 5月31日        |
| #4   | チョウハン酒場     | 横手美智子 | 鈴木龍太郎 | 佐藤誠 | 7月03日        |
| #5   | 無情なるカシマシ   | 横手美智子 | 佐藤誠     | 佐藤誠 | 7月31日        |
| #6   | 戻らざる孤独       | 横手美智子 | 林和哉     | 佐藤誠 | 8月31日        |
| #7   | ハルカゼの十銭硬貨 | 横手美智子 | 丸山慎平   | 佐藤誠 | 9月30日        |
| #8   | 大人女子酒宴       | 横手美智子 | 林和哉     | 佐藤誠 | 10月31日       |
| #9   | オフコウ山の風来坊 | 横手美智子 | 林和哉     | 佐藤誠 | 11月29日       |
| #10  | 情け無用の新参者   | 横手美智子 | 林和哉     | 佐藤誠 | 12月30日       |
| #11  | アレシマの邂逅     | 横手美智子 | 佐藤誠     | 佐藤誠 | 2020年 2月1日  |
| #12  | 荒野の飛行隊       | 横手美智子 | 佐藤誠     | 佐藤誠 | 2月28日        |

### ゲーム
『荒野のコトブキ飛行隊 大空のテイクオフガールズ！』のタイトルでバンダイナムコエンターテインメントよりiOS・Android用ゲームアプリとして2019年2月13日にサービスが開始。ジャンルはレシプロ空戦シミュレーションRPG。QualiArtsとの共同開発・運営。
戦闘機のCGはアニメ用に制作されたものと同じであるが、スペックの都合で一部を簡略化している。
本作のストーリー展開の他、テレビアニメで放送された話数のダイジェストも閲覧することが可能となっている。
2019年2月8日にAbemaTVにて特別番組が放送された。
2020年12月14日をもってサービスを終了。
主題歌
主題歌「カゼノワ」
作詞・作曲・歌 - ZAQ

#### ゲーム版の登場人物

##### コトブキ飛行隊
アニメ本編の主役となるラハマのオウニ商会と契約している用心棒エース飛行隊。各隊員の詳細についてはアニメ版の登場人物を参照。

##### ハルカゼ飛行隊
「大空のテイクオフガールズ！」および「外伝 大空のハルカゼ飛行隊」に登場。カイチのガデン商会に所属する飛行隊。テレビアニメ版10話においてはメンバーの数名が顔が見えない形で登場している。当時はまだ見習いの飛行隊。
「外伝 大空のハルカゼ飛行隊」は「荒野のコトブキ飛行隊」より月日が経過した話となっており、かつてイサオが世界征服のために行った出来事は「イケスカ動乱」として人々の記憶に残っており、彼によって焦土と化したショウトやポロッカも復興しつつある。
乗機は6人共通でガデン商会専用塗装をした九七式戦闘機に搭乗で、商会のマークは額に「G」のマークが入った青い熊である。正式に飛行隊となった後は、尾翼に各パイロットのパーソナルマークの付いた隼三型に搭乗する。隊のマークはウッズのデザインでウサギと春風をイメージしたキャラクター。
ユーカ
声 - 本渡楓
主人公。ハルカゼ飛行隊の隊長。世界中を飛ぶことを夢見て幼馴染のエリカたちとハルカゼ飛行隊を結成した。また、エース集団であるコトブキ飛行隊にも憧れており、彼女たちと同じ6人で結成しようと人員を探していたところでガーベラと出会い、意気投合して仲間に迎えた。結成して間もないため、同業者のヤマカゼ飛行隊よりも知名度の低いペーペー飛行隊なのは自覚しており、いずれ有名な飛行隊になろうと努力している。とてつもなく明るい性格で、周りをぐいぐい引っ張っていくためリーダーとしては向いているが、後先考えずにプラス思考で行動するため、時には周囲を巻き込んで迷惑をかけることもある。物事に集中すると才能を発揮させるタイプで、イベント「ツバキの歌劇団」では初めての演劇にもかかわらず、一人芝居で複数人の役割を演じきり、審査員から絶賛されるほどであった。
ラハマの孤児院出身で、孤児院の先輩であるレオナとは顔見知りであり、爆撃隊迎撃戦で活躍したコトブキ飛行隊の姿を見て飛行機乗りになることを、またレオナも自力でコトブキ飛行隊を結成したことから自分も自力で飛行隊を結成しようと決意した。
カナリア自警団の第3章でも登場する。ガデン商会が新たに設けた食品関係の取引のためにエリカと共にイヅルマに訪れ、ジョージのミルクを受け取る際にアコとシノと出会い、騒動を解決するためにアコに協力する。
ガーベラ
声 - 高野麻里佳
とある街からある事情で家出してきた少女で、ガス欠でカイチの近郊で不時着したところをユーカと出会い、意気投合してハルカゼ飛行隊に入隊する。
実はクトウを拠点とするマフィア「ルワイ組」のボスの次女で次期後継者であるのだが、自由な大空を飛ぶことに憧れ、たとえボスの娘であろうと組織への背信は最悪死を意味することを覚悟して家出した。
イベント「イヅルマ大追跡」では賞金首を捕まえて大金を手に入れるべくフィオやナツオと手を組むが、捕まえる一歩手前でアコが駆けつけたため、面倒事になるくらいならと賞金首を諦めて退散した。
エリカ
声 - 白石晴香
ハルカゼ飛行隊の副隊長。ユーカとは同じラハマの孤児院の頃からの親友の仲であり、いつも突っ走りがちなユーカを抑えるブレーキ役も務める。
ベル
声 - 石見舞菜香
隊の中では年長者で、ユーカたちのお姉さん的存在である。父親は飛行機乗りになることには反対であり、その反対を押し切ってハルカゼ飛行隊に入隊した経緯を持つ。大人びた外見とグラマーな身体をしているため周囲からユーカ達の保護者に見られがちだが、実際ユーカ達とはあまり年が離れていなく、そのことをものすごく気にしている。耳年増で、色恋沙汰になると勝手に妄想を広げることもある。
ラハマ出身でかつては孤児院の近所に父親と一緒に住んでおり、レオナやユーカ、エリカとはその頃からの顔見知りであったが、ギャンブル癖のある父親が稼ぎのほとんどをギャンブルにつぎ込んでいるため家計が圧迫していることに加え、自身も大空を飛ぶことに憧れていたこともあり、ユーカのスカウトを受け、昔からの知り合いだから騙されることはないとハルカゼ飛行隊に入隊した経緯が語られている。
本人もギャンブル癖があり、誰かがやっているところを見るときや自身がギャンブルにハマると瞳からハイライトが消える。髪留めの中には大金が隠されている。元々腕力があり、その気になったら鍵のかかったドアを軽く引っぺがしたりユーカ達3人を軽々と担ぎ上げて走れるほどで、普段は遠慮しているが酒癖も悪く、酔った場合は遠慮なくその怪力を発揮する。
アカリ
声 - 七瀬彩夏
隊の中では一番記憶力が高く、一瞬でも見たものを決して忘れない反面、やんちゃでサボりがちな所もある。実家がバーを経営しており、客の飛行機乗り達から各地のことを聞いている影響で各地へ飛ぶことに憧れハルカゼ飛行隊に入隊した経緯を持つ。
入隊の経緯は、ユーカからキャラメルを貰ってスカウトされたのがきっかけであり、本当はユーカが所持していたキャラメルの処分に困ってアカリにあげただけだったのだが、それでも飛行隊に誘ってくれたと感謝している。
ダリア
声 - 黒沢ともよ
メンバーの中でも際立つ背の高さだがとても気が弱く小心者な反面、見栄っ張りで嘘をつく悪い癖がある。そんな自分を変えたくてハルカゼ飛行隊に入隊した経緯を持つ。隊の中では常識人の部類に入り、日常ではユーカ達の無茶っぷりに対するツッコミ役をしている。
ガドール出身で、ユーカ達が飛行隊を結成しようと隊員を探しにガドールに訪れているとの噂を聞き跡をつけたものの、話すきっかけがなくて途方に暮れていたのを逆にユーカに発見され、大口叩いて自己アピールしたのがきっかけで入隊した経緯を持つ。
ウッズ
ハルカゼ飛行隊が契約しているガデン商会の社長。体格のいい大柄の褐色肌で、スキンヘッドにサングラスをかけ、葉巻を吸うこともありマフィアのボスと疑われてもおかしくない容姿をしているが、筋を通す性格で、何だかんだ文句を言いつつもハルカゼ飛行隊に信頼を寄せている。腕っ節も強く、「尋問」などの際には一役買っている。若い頃はイオリを隊長にした飛行隊の副長として腕を鳴らした過去を持ち、今でも相当の実力を持つ。また絵心もあり、ガデン商会機やハルカゼ飛行隊のマークは彼がデザインしたものである。
オウニ商会のルゥルゥとは同業者として知り合いであり、コトブキ飛行隊とも面識がある。
第3章で甥のサカキの謀反によりガデン商会は襲撃を受け負傷し、イオリ達により手当てを受ける。のちにハルカゼ飛行隊と合流し、身内の不始末は自分の手で始末を付けるとハルカゼ飛行隊と共に出撃し、ユーカとの共闘でサカキを撃墜した。
サカキ
ガデン商会に籍を置く「ヤマカゼ飛行隊」のリーダー。ウッズの甥で、飛行技術に光るものがあるとウッズにスカウトされた経緯を持つ。彼のひねくれた性格はウッズも承知しており、仕事する上で改心してくれればと思っていたが直ろうともせず、最初はハルカゼ飛行隊をど素人の予備隊だと軽んじイヤミを言っていたが、ウッズに正式に採用され、隼三型を購入してもらってからは一変してライバルとして見るようになる。嫌味ったらしくもナイーブな所もあり、時折カイチ自然公園に訪れては鳥たちに悩みを相談している。
第3章ではオウニ商会から直々に依頼を受けたハルカゼ飛行隊を、依頼を横取りしたと勝手に解釈し、ガーベラとカスミが隠れて会っている場所に偶然出くわし、ガーベラが実家に偽装死していることを知りルワイ組に密告し、ルワイ組と結託してガデン商会を襲撃し、ウッズに深傷を負わせて追い出して新社長になる。しかし、ハルカゼ飛行隊とウッズの反撃によりルワイ組の編隊は壊滅し、自身もウッズとユーカの共闘で撃墜された。
イオリ
カイチに近いサハヤに住んでいる老齢の女性。ウッズとは飛行隊を結成した過去があり、堂々と「ハゲ」と呼ぶほどで、毎年町の祭りの時期になるとウッズは祭用のニワトリを大量に送っている。現在は飛行機関係の技術屋を生業とし、色々な飛行機乗り達との情報網を築いている。隊長を務めていただけあって飛行機の操縦の腕も大したもので、所有する機体は亡き夫の形見でもある屠龍である。
イベント「ハルカゼ　愛の劇場」では夫とウッズは幼馴染みで、飛行隊時代に技術士であった夫と結婚したことや、8年前のリノウチ大空戦でウッズの僚機として夫も参戦し命を落としたこと、そしてその時に彼の愛機であった雷電が行方不明になりウッズが捜索していた経緯や、実はウッズもイオリが好きだが今でも友人として接していることなどが語られている。
カスミ
ガーベラの姉でルワイ組幹部。ガーベラが後継者に選ばれたことに、周囲と父親でもあるボスまでもが自身よりもガーベラを見ていたとコンプレックスを抱いていた上に、その継承権を放棄して家出したガーベラを身勝手だと憤怒して捜索し、後に説得は無理だと判断したボスからマフィアの掟に従い抹殺せよとの命を受けた。本当は妹の身を案じていながらも組織の掟に葛藤していたが、後にガーベラと対峙し、切磋琢磨の末にガーベラを偽装死してガーベラを家の責務から解放し、妹の後の人生の成功を心から祈った。所有する機体は雷電。なお、組のマークはサングラスとソンブレロを被った、ヒゲを生やしているサボテンである。第3章では敵対している新興マフィアのゲドウ組がガーベラが護衛任務に就いている天道丸を襲撃するとの報をタクミから聞き、そのことを知らせるために天道丸へ単身向かい、苦戦していたハルカゼ飛行隊に助勢する。そしてサカキの密告により父親から掟に反した裏切り者として、ルワイ組の飛行隊により粛清されそうになるが、ハルカゼ飛行隊と、彼女を慕う部下達に救われ、父親の真意を聞くべくクトウのルワイ組へガーベラと赴き、そして彼が実の父親でないと確信し銃で撃つ。そして新たなルワイ組のボスの座に着き、ゲキテツ一家と提携を結び、シマの住民にも慕われるマフィアを目指すと心に誓った。
タクミ
ルワイ組の新入りの少年でカスミの下に就いており、飛行機泥棒などをして組織に貢献している。ひょんなことからガーベラと対面し、この出来事がきっかけでカスミに居場所がバレてしまう。騒動後はカスミの命令の下でガーベラの動向を報告している。
アカリの両親
カイチの郊外にかつて経営していた空の駅を改築した自宅兼酒場を経営している。二人揃って気さくな性格で、ベルとも知り合いである。兄はカイチ自警団員で優秀なパイロットだったが、1年前に親友を空賊用心棒のギンジに撃墜され、敵討ちを挑んだが返り討ちに遭い死亡しており、第2章でギンジと対決して撃墜し、敵討ちを果たした。
ダリアの両親
ガドールの地主の家系だが、父親は生来の強面な半面常識人でいい人であり、貧しい人達を助けるために金を貸し続け、さらに借金もした結果、自分たちも借金まみれで切迫した生活を送っているが後悔していない。ダリアが護衛任務の許しを得るために久しぶりに再会し、成長した娘を（強面だが）笑顔で見送った。母親は極度に臆病な性格で、ダリアは顔も性格も母親譲り。没落貴族の娘で夫と婚約させられたが、強面だけど優しい夫を愛している。しかし、夫の強面だけは今でも苦手である。娘が護衛任務に出る際に過剰なまでにお守りを渡した。ちなみに2人ともイジツでは大変珍しいユーハングの着物を着ている。のちにサカキの逆恨みにより、ハルカゼ飛行隊の縁者という理由でルワイ組の襲撃を受けるが、彼に助けられた人達の恩返しによる応戦で難を逃れた。
ベルの父親
一見人の良い優男風の容姿をしているが、根っからの博徒で、金がある毎に賭け事に使い、妻も愛想を尽かしてベルを置いて家を出ていった。ベルは家計が切迫していると言っているが、実際の所は本気を出せば負け知らずの強運を持ち、彼曰く「勝ってばかりじゃ博打は面白くない」とのことで差し障りの無い程度にわざと負けたりしており、ベルが飛行機乗りになることを反対したのも「博徒としての才能があるから」と断言しており、ナツオも一目見ただけで「本物の博徒」と評価している。
ラハマの飛行場で整備士相手に博打を打っている所をベルと再会し、父親に博打から足を洗わせることを条件に丁半博打を挑むが、一晩中勝負しても一度も勝てなかった。
ナズナ
ハルカゼ飛行隊のはじめての護衛任務で、スズロカからリオンへの護衛にあたる人物。スズロカ評議会議員の孫娘でユーカ達と同年齢だが自身も評議会議員である。エリート学校であるスズロカの高等学校を首席で卒業し、ユーリアに憧れて評議会議員になったほどの才女だが、本人にとっては派閥が多く友達も作れなかった寂しい学校生活で、議員でも変わらず友達として接してくれるユーカ達を「初めての友達」として嬉しく思っている。
マジマ
元スズロカ評議員だったが、イケスカ動乱の時に反イケスカ派を主張したスズロカ評議委員会を疎ましく思い、イサオと裏で結託して裏で資金を提供されていたばかりか、自由博愛連合の要職の座を条件にスズロカの爆撃の手引きをしていたが、ナズナの祖父により計画が発覚して評議会から永久追放されたことを逆恨みし、自身を追放したナズナの祖父への復讐のためにゲドウ組と手を組み、ナズナの乗る飛行船の襲撃を計画するが失敗し、のちに汚職などの罪でナズナから告発されることとなる。
ゴンザ
空賊「アナモグラ団」の頭領で、大柄で赤鼻が特徴である。第2章でタミルが調査していたユーハングの秘密工廠に押し入り、施設内の希少金属や設計図、酒などを強奪し、以前アレシマで見かけた際に一目惚れしたタミルも誘拐してプロポーズするが断られ、ユーカ達に撃墜される。
第3章ではしぶとく生き残っており、団の再興とタミルとの結婚資金のために「夜明けの鷹」の財宝があると思われる場所に来たところへユーカ達と出くわし、同伴していたリリコに一目惚れしてルワイ組との交戦に協力する。一連の騒動後はナズナの計らいもあり用心棒飛行隊として再興した。
　ギンジ
空賊専門の用心棒をしている浪人風の男で、「流れ星のギンジ」の異名を持つ。 搭乗機は流星。
アカリの兄の仇であり、第2章ではアナモグラ団に雇われており、不意打ちながらもレオナを撃墜し、アカリ達を翻弄させるが、チカとガーベラの作戦に嵌ってアカリに撃墜された。
第3章では身体中に傷跡を残しながらも生きており、ルワイ組の用心棒をしていた所でサカキと共にガデン商会乗っ取りに参加し、自身を撃墜したハルカゼ飛行隊への復讐を果たそうとするが、ムサコとヒガコに邪魔され、再びアカリに撃墜された。
ルワイ組ボス
クトウ周辺を縄張りとするマフィア「ルワイ組」のボスで、ガーベラとカスミの父親。マフィアの掟に忠実で、ルワイ組を出奔したガーベラを組織の裏切り者としてカスミに抹殺を命令する。
実は本当の父親ではなく、二人の実父である先代の右腕であったが、組織を乗っ取るべく先代を殺害し、当時物心のついていなかった二人を騙して実父のように振る舞っていた。のちに真相を知ったカスミにより負傷するが、姉の手を汚したくないガーベラの説得により命までは取らず、ボスの座から失脚しその後は不明である。

##### 怪盗団アカツキ
「大空のテイクオフガールズ！」に登場する、インノに拠点を置く女怪盗集団。ロイグが中心に結成された怪盗団であり、その名の通りお宝を盗むのが主な活動である。ただし似たようなことを行う空賊とは敵対同士である。団員たちは目的や趣向もバラバラで普段それぞれ独断で行動することが多く、ロイグ曰く腐れ縁の関係にあり、怪盗団としての連携プレーは悪くはない方にあるが、時々誰かが身勝手な行動を起こすことがある。ロゴマークは「アカツキおじさん」なるハットとゴーグルを着けたチョビヒゲの男性の横顔シルエット。「外伝」3話と9話ではロイグとリガルが登場している。
ロイグ
声 - 高橋未奈美
ロマンを求める怪盗団アカツキのリーダー。乗機は鍾馗。陽気な性格で大胆不敵の長身の女性。伝説の大怪盗団「夜明けの鷹」に憧れたのが怪盗を始めたきっかけである。仲間からの意見が合わない場合や行動に分岐が掛かった場合などにはコイントスで決めていたが、後に両面同じ柄のコインだということが判明し、本当は自身のことより仲間に主導権を譲るなど、他人を思いやる性格の持ち主である。モアとは彼女の事件がきっかけで出会い、以降自分の右腕かつ相棒として共にしている。予告状を送るのが趣味で、時々方向性がおかしくなりそうな予告状を作ってしまうことがある。趣味に没頭しやすいこともあり、部屋を散らかすことも多いためその都度モアに注意されている。
二章では彼女の出自が語られており、戦闘機レースで富を築いた祖父を持つ名家のお嬢様で、お嬢様学園に通った学歴を持ち、幼少の頃からロイグを色々な場所へと連れて行った影響で外の世界に興味を持ち、祖父が愛読していた小説の中で活躍している「怪盗」の存在と、特に学園時代に資料で知った「夜明けの鷹」の伝説に憧れとロマンを抱き、卒業後は色々な職に就いたが満足を得られなかったのもあり怪盗になることを決意し、出奔した経緯を持つ。
後日談にあたる「外伝」3話とイベント「オサカナ狂騒曲」ではイケスカからアレシマへ渡った魚を自由にしてあげたいとロマンを抱き、湖へ放流するために盗むことを決意、アレンとリリコの協力も得て、魚の目撃情報のあるバラツマ湖への放流に成功する。
カナリア自警団の第3章でも登場。「夜明けの鷹」の情報収集のためにイヅルマに訪れた際にフィオやローラと共にウタカのイヅルマ戒厳令に巻き込まれ、ウタカの野望を阻止するためにカナリア自警団に協力した。
モア
声 - 関根瞳
ロイグの相棒である、内気な性格をした小柄の少女。乗機は鍾馗。怪盗団アカツキの良心的存在でリーダーのロイグに代わって団員の委員長的な人柄でもあり、自堕落なロイグを説教する姿から「モアママ」とも呼ばれている。過去に両親と共に旅行中に飛行船に乗った際に空賊の襲撃を受け、両親は他界し、その場に居合わせたロイグに拾われた経緯を持つ。事故のトラウマにより機銃の音を聞くと大人しい性格から狂暴かつ好戦的な性格に豹変する。その性格に伴い言動も荒くなり、ロイグを含め仲間に対しても容赦ない言動をとるが、本来のモアもそのことを自覚しているため、その都度仲間に謝ることも多い。団の中では飛行経験が最も浅く、活動時は無線傍受や機材の輸送などを担当するが、豹変した時は高い操縦技術と戦闘力を発揮し、ロイグも底が見えないと評している。インノの墓地に両親のために立派な墓を建てており、命日には必ず訪れる。
レンジ
声 - 藤原夏海
野生味あふれる女怪盗で、金塊など黄金などに目がなく、考えるより先に手が出る性格の女性である。乗機は隼一型。普段は一匹狼として活動することが多いが、情に厚く仲間思いところもあるため、怪盗団アカツキの団員としての活動も積極的に行っている。たった一人の肉親で、マバリの大富豪に売られた弟・アタルを買い戻すために金目なものを集めており、そのことについては他の団員には言わないようにしている。普段から荒っぽい操縦をしているため機体が時々不調になるが、その度に計器類に喝を入れるなどの根性論で直している。
二章では彼女の出自が語られており、インノの西のはずれにあるタランの出身で、幼い頃に両親を亡くし、病弱な弟・アタルの薬を買うために窃盗などの悪事も覚えたが、マバリの大富豪がアタルを買い取りたいと申し出てきてアタルの方から志願し、それでもアタルを取り戻すと一人で怪盗稼業をしていた所をロイグと出会い入団した経緯を持つ。後に男がアタルを下男にするどころか後継者にしようとしていることを知り、姉弟として共に暮らすか、アタルの幸せのためにあきらめるか苦悩するが、ロイグの後押しもありアタルを盗むことを決意する。後にアタルが重い心臓病で手術が必要だと知り、医者であるカランの父親に手術をしてもらうことに感謝し、一時は怪盗稼業に巻き込ませたくないとアタルのために自分が姉ということは伏せていたが、リガルの後押しもあり手術が成功したら思い出の「肉団子スープ」を食べさせてやると再会を約束した。
喧嘩も強く、怪盗団アカツキに入団する前は喧嘩屋としても有名であり、イベント「決戦 怒りのアレシマ」ではニコと二人でゴリオシ一家の構成員達を叩きのめし、ニコのことを「何を考えてるのかは分からないが、同じ武闘派で気が合う」と気に入っている。
リガル
声 - 大西沙織
美しい物に目がない女怪盗。乗機は飛燕。物腰柔らかいがプライドの強い性格の銀髪褐色肌の美女で、その美貌を武器に潜入捜査を得意とする。人や物、行動、どんなカテゴリーに関係なく美しさを好む趣味であり、自分ですら美しいと思うナルシストな面もある。また、野生児なレンジとは犬猿の仲であり、美しくない行動をとることに揉めることも多い。一方で弱者に対して放って置けない主義であり、ケガしている子供に対して、自分の買った美しい服を破いて応急処置をするなど、勇敢な一面ある。これは自分自身も孤児だったこともあり、自身と似たような思いをさせたくない表れである。自身の飛燕を美しい機体と自負しており、空戦中でも優雅に舞うことを信条としているほどに優れた操縦技術を持っており、傷を付けた相手は必ず撃墜する。
2章ではロイグと出会った頃が語られており、それまで悪徳富豪だけを狙い、色仕掛けで富豪の財産を巻き上げ、ゆえに他の怪盗が盗みに入っても金がないことから「怪盗殺し」の異名を持つ詐欺師で、当時は同じく悪徳富豪だけを狙う義賊として単独で活動していたロイグと出会い、意気投合して怪盗団アカツキを結成した。
後日談にあたる「外伝」3話とイベント「オサカナ狂騒曲」では動きが滑らかで美しいと魚を気に入り、しかし見世物にされて可哀想だと、自由にしてあげたいとロイグと共にロマンを抱き、湖へ放流するために盗むことを決意する。
ベッグ
声 - 赤尾ひかる
怪盗団アカツキ所属の戦闘機を整備するフードに眼鏡を掛けた凄腕の天才メカニック少女。乗機は飛燕。機械いじりが得意で潜入活動時は潜入道具を持ち込んで建物のブレーカーや用心棒の戦闘機などを使用不能にするなどの細工を行う裏方の活躍をする。同様に手先も器用で、ギャンブルのイカサマを見抜ける上に、イカサマ師も見抜けないほどの卓越したイカサマを使うこともある。自身の機体もフルチューンでピーキーな設定なため常人には扱い兼ねる代物であり、戦闘機の特性を熟知しているため、整備士だけでなくパイロットとしての腕も高い。相当な自信家で時々子供っぽい一面もみせる。整備士としてイジツ中を放浪しては戦闘機の整備で生計を立てている漂泊の民の族長の娘で、一族独自の発言である「～のだ」という語尾で会話する。
二章ではロイグたちとの馴れ初めが語られており、3年前に族長一族の習わしで一族を離れ、航空機の整備技術を磨くためにイジツ中を旅していたが、インノの近くで手持ちの食料が尽きて倒れていた所をロイグに助けられ、一宿一飯のお礼としてロイグの鍾馗を整備し、その整備技術を大層気に入ったロイグにスカウトされ、色々な戦闘機を見ることができると利害が一致して入団した経緯を持つ。
イベント「怪盗紳士ミカヅキ」ではイケスカよりユーハングの試作エンジンをイヅルマへ輸送するとの報を聞き、エンジンを盗むべくカランと共に潜入するが、護衛の任に就いていたケイトが「オサカナ狂想曲」の時に助けてもらったアレンの妹と知り、彼女に迷惑はかけられないと盗むことを断念した。
カラン
声 - 涼本あきほ
優れた医療技術を持つ白衣を着た三白眼が特徴の怪盗団アカツキの女医。乗機は隼三型。クールかつ冷静沈着な性格だが、皮肉屋かつ面倒くさがりなところがある。一方で実験や医療のことなどになると時々「クフフ」という奇妙な笑い方をする。医者としての腕は確かだか、高額な医療費を請求することで有名な闇医者。ただしあくまで富裕層のみ高額な医療費を請求し、貧困層の人に対しては色々と理由をつけて無期限無利息の出世払いにするなど義賊的な活動をすることもある。時折怪しい実験をしておりアカツキの団員に対して人体実験を行うこともある。また、潜入時は用心棒に下剤が混入した弁当を差し入れたり、警備員とぶつかった際に地図を盗み取るなど、ベッグと同様に裏方を担っている。反面、「患者を傷付けずに治す」という信念から外科手術は門外漢。
イベント「怪盗紳士ミカヅキ」ではベッグのサポートとして、医師として飛行船に潜入、飛行船員や護衛の任務に就いていたエンマとエルに一服盛るなどをしていたが、ケイトがアレンの妹と知り、ベッグと共に盗む事を断念する。
マヨナカ探偵団
ウメコを隊長に、助手のミカンとお茶くみ（のちに肩揉みに昇進）のユズハの三人で結成されたちびっ子探偵飛行隊。3人揃って孤児であり、彼女らのスポンサーであるロイグの祖父の下で活動しており、専用カラーを施した戦闘機も保有している。ロイグの祖父からアカツキのリーダーを連れてくるようにと依頼され、独自の調査でロイグたちが怪盗アカツキであることを突き止め、アジトに乗り込むまではよかったが、モアの作るカレーにあっけなく懐柔され、いつの間にかロイグ達と行動を共にするようになった。ウメコは普段はだらしないが時としてとんでもない推理力を発揮し、ミカンは物事を忘れやすいウメコの代わりに覚えているため記憶力に優れている上に、一度噛み付いたら話さないほどの強靭な顎を持ち、ミカンは剣道の有段者である。所持する機体は3人とも九七式戦闘機で、団のマークは虫眼鏡を持った少女である。のちにロイグを連れてきた礼として、ロイグの祖父より3人揃ってキ64を貰う。騒動後はロイグの祖父の家に居候しながらも「監視と報告」という建て前でロイグ達と行動を共にしている。
アタル
レンジの弟。秀才で子供ながらに博識があると評判が高かったが元々病弱で、死去した両親に代って生活と薬代のために窃盗などの悪事に手を染めている姉に対し申し訳ないと思っていた所に自身の噂を聞きつけたマバリの大富豪が養子に迎えたいと申し出、これ以上姉に迷惑はかけられないと自ら養子を願い出る。レンジはそれまで下男扱いでひどい待遇を受けていると思っていたが、実際は実の子のように大切に育てられ、ゆくゆくは大富豪の後継者の候補に選ばれていることが判明する。
後に養子に迎えられたのは「夜明けの鷹」の財宝を探すための資料を暗号文を解読するためと、そして重い心臓病を患い手術が必要だということが判明し、医者であるカランの父親に手術をさせるためアタルを「盗む」ことを決意する。そして、切磋琢磨の末にアタルを盗むことに成功し、手術を受けることとなる。その際にレンジはアタルのためを思い姉だと名乗り出なかったが、リガルの後押しで手術が成功したら思い出の味である「肉団子スープ」を作ってやると言ったレンジに必ず手術を成功させて再会すると約束し、無事に手術は成功した。
ダグ
マバリの大富豪屋敷で門番とアタルの警護も務める壮年の男性で、レンジがアタルを買い戻す金の受け取り役をしている。心臓病を患っているアタルのことを気にかけており、レンジのことも気立てのいい女だと片想いしている。
後にラムダによりリガルやレンジとアタルとの繋がりが発覚し、処分されそうになったアタルとリガルを救い共に脱出し、後にアタルを手術させるために共に大病院のあるラーナへ旅立った。
情報屋
アカツキが協力している謎の情報屋の男性。ロイグが憧れていた怪盗団「夜明けの鷹」が隠した伝説の宝に関係する航空日誌の在処の情報を握っている。彼の情報は確かなものでロイグ達もその点では信頼しているが、お上の命令の下で動いていたスパイであり、航海日誌を集めさせて奪う手はずだったが失敗した。その後もラムダと共に活動さつつ、スメラギよりラムダの監視を命令されており、スメラギに反旗を翻したと銃撃、ウメコを人質にするもサクラとオボロ、ネム、ホタルのムラクモ空賊団により失敗に終わった。
スメラギ卿
情報屋やラムダなども関係者から「お上」と呼ばれ、彼らを陰で操り、怪盗団「夜明けの鷹」が隠した伝説の宝を狙う謎の人物。70年前に石油採掘とユーハングとの交易により一代で巨万の富を得たが、それゆえに敵も多く、また用心深い性格なためイジツ各地の別荘を転々とし、ごく一部の関係者としか連絡を取らないなど、調査をしていたサクラ曰く「尋常ではない隠ぺいと用心深さ」を持つ。数年前に本業の石油採掘を廃業しているものの、現在でもその財力と影響力は計り知れない。
「夜明けの鷹」が手に入れたという財宝にただならぬ執着心を持ち、アタルなどの才能を持つ者達を集めては暗号解読などをさせている他、怪盗団アカツキ集めた「航空日誌」の奪取をラムダに指示している。
三章では「夜明けの鷹」の一員だということが明かされ、「財宝」を独占しようと野心が芽生えて仲間を裏切り、団長達に「財宝」を持ち逃げされてからは長い年月をかけて団長達の消息と「財宝」を探していた。
のちにバラツマ湖の洞窟内でロイグ達と会い、ロイグを傘下に迎えようとしたが断られたため排除しようと目論むが、ラムダの銃弾に倒れ、崩落する洞窟の中で息を引き取った。
ロイグの祖父
若い頃の戦闘機レースのパイロットを足掛かりに富を築き、引退後は趣味も兼ねて戦闘機のバイヤーとして成功を収め、息子に事業を譲った後も広大な敷地内で数々の戦闘機に囲まれて悠々自適な生活を送っている。ロイグを幼少の頃から色々な場所へと連れまわし、戦闘機の操縦を教えた「操縦の師」でもあり、数々の機体を乗りこなしており、今でも操縦の腕は健在である。パーソナルマークは黒い翼竜。読書家であり、イジツ語で訳された貴重なユーハング小説も収集しており、その中の怪盗小説を読んだのがきっかけで彼女の人生に影響を与えているが、破天荒な性格にロイグは苦手意識を持っている。勘が鋭く、怪盗団アカツキの数々の活躍を新聞などで知ってロイグの仕業だと看破し、ちょうど興味本位で敷地内を忍び込んだマヨナカ探偵団をスポンサー兼居候として雇い、知人の息子であるメグロとの見合いも兼ねてロイグを連れてくるよう依頼していた。「夜明けの鷹」については若い頃にムラクモ空賊団との争いの噂を度々聞いており、ロイグ達に「夜明けの鷹」の子孫についての情報を教え、スメラギ卿のことも知ってはいたが、自身の破天荒でスメラギ卿とは正反対な性格からか、スメラギ卿の方が関わりたくなかった模様で直接会ったことはない。
ロイグの両親
父親は現在は祖父の事業の跡を継いでおり、若い頃は冒険者でイジツ中を飛び回っていた。母親は不明で、父親が赤子だったロイグを連れて祖父の下を訪れてロイグを託した。
ラムダ
マバリの大富豪に雇われ、お上の指令の下で偽アカツキを結成して各地で暗躍し、怪盗アカツキをおびき出して「夜明けの鷹」の航空日誌を奪い取ろうと目論む女性パイロット。かつてはロイグと同じ女学園に通った同級生で学園一の秀才でもあり、飛行機科目の操縦技術も学園で一番だった。ロイグは彼女を脅威として見ていたが、ラムダは当時クラスの中心となっていたロイグのカリスマ性に憧れを抱いていた。やがてロイグが自身と同じ「夜の住人」なったことを知るやロイグを仲間にしようと執着するようになり、保護者だと主張するモアを邪魔者として殺意を抱いている。
実はスメラギ卿と、彼が養女として引き取った孤児の娘との間に生まれた実娘だが、世間体的に孫として扱われており、母と自分を不幸にしたスメラギを父親として思っていない。のちにスメラギに反旗を翻そうとしていると判断した情報屋の銃弾で負傷しつつもロイグ達に隠れて行動し、バラツマ湖の洞窟内でスメラギを殺害、洞窟内に仕掛けた爆弾で洞窟を崩落させ、崩れゆく洞窟の中で行方不明になる。それでもロイグは彼女は生きていると確信しており、いつでも彼女から受け取った髪飾りを返せるよう肌身離さず持っている。
カランの両親
母親は動植物や昆虫なども研究する生物学者で、父親は医者で、ほぼ全ての医療をこなす。二人が結婚したのは「結婚生活」という実験をするためだけであり、カランが生まれても二人とも研究に没頭してあまりカランに構わず、カランが自立して家を出てから二人は離婚した。父親は現在ラーナの大病院の院長で再婚し、息子（カランの弟）も生まれている。しかしそんな二人でもカランを娘として大事に思っており、カランが母親の下を訪ねてきた時は相応に出迎え、父親もアタルの心臓手術をしてほしいというカランの頼みを快く引き受け、カランも二人を相応に尊敬している。
ニッカ
ベッグの同郷の幼馴染みで、ベッグ同様語尾に「〜なのだ」を付ける。彼女も独り立ちしてイジツ中を放浪し、ロイグの祖父の下で戦闘機の整備をしている。
ドレミ
元空賊で、歌が好きなことからチンドン屋（イジツでいう音楽集団みたいなもの）「ヒメギリス団」を結成し団長をしており、イジツいちのチンドン屋を目指している。操縦の腕も確かである。搭乗機は雷電。同時に「夜明けの鷹」の孫であるジンタと共に「財宝」を探しており、ジンタを空賊などから守るためにベッグの一族に出世払いで雷電を改造してもらおうと無茶を言っていた所でベッグとカランと対峙、空戦で敗北し、以後は地道に頑張って名を挙げると改心した。
ジンタ
ヒメギリス団の整備士で、ドレミとは恋仲でもあり、バカップルぶりを周囲に見せている。「夜明けの鷹」の整備士の孫でもあり、ベッグ達が「夜明けの鷹」の情報を知りたいと聞き、彼女達なら安心して託せると「財宝」の起動キーを渡した。
メグロ
ロイグの祖父の知人である富豪の息子でロイグの見合い相手。アフロヘアーが特徴。真は熱く正義感ある性格だが、両親の言いなりの人生に嫌気が差して出奔し、幼馴染みのカズヤ達と共に「オトコブシ団」を結成し、大団長として旅をしている。旅費を稼ぎに地下格闘技場で闘い、王者として君臨していた所へ、ロイグとの見合いのために連れ戻しに来たレンジ達と会い、家には帰りたくないと逃走した。搭乗する機体は黄金色の疾風で、団のマークはユーハング語で「男」。ちなみに他の団員はグレーの鍾馗に搭乗している。
カズヤ
メグロの幼馴染みでオトコブシ団の団長。「夜明けの鷹」の副長の孫でもあり、リガルに「夜明けの鷹」が忽然と姿を消した真相を明かした。
マダム・クロード
戦闘機レースの運営者で、裏では実弾使用も有りの裏レースも主催している。祖父は「夜明けの鷹」の団長で、祖父が遺した財産を元に今の地位を得たが、元怪盗団の血からか、欲しいと思った物は強引に手に入れたいという一面もあり、スポンサーとして雇っているベニヤンマ団に指示を出している。
「夜明けの鷹」が隠した「財宝」についての情報を握っており、そのため裏レースの開催中、警備の隙を突いて飛行船に忍び込んでいたラムダにより連れ去られたが、ロイグとベニヤンマ団に救出され、ロイグを信用できる相手として財宝の情報を教えた。
　ベニヤンマ団
ドロシー（声 - ファイルーズあい）を団長に、副団長のササ（声 - 種﨑敦美）と幹部のスタコ（声 - 朝日奈丸佳）の3人組の女空賊団。元々は3人揃って孤児院の出身だったが、自分達を働かせて金儲けをしていた院長を懲らしめて下野して空賊団になった経緯を持つ。マダム・クロードに雇われているが、普段は裏レースにドロシーが参加し、秘密裏にササとスタコが撃墜して優勝するという汚い手口で王者の座に君臨し、時にはマダムの命令で空賊として活動している。3人とも搭乗する機体は紫電で金魚のような赤い塗装を施している。団のマークは赤いトンボのような顔。マダムのお陰で安定した収入を得ていると忠誠を誓っている。
本編では三章からの登場だが、それより前にイベントで登場している。
夜明けの鷹
70年前にイジツ各地で怪盗をしていた6人組の伝説の大怪盗集団。サクラによると当時は空賊や怪盗などを総してゴロツキ扱いにしており、「夜明けの鷹」も空賊のひとつとして認識されていた模様である。また、彼らが突如姿を消した際に隠した「財宝」があるという噂があり、現在ではおとぎ話になっているが、当時イケスカで発生した「穴」から落ちてきた「ある物」を巡ってムラクモ空賊団と争奪戦を繰り広げ、勝ち取った物が「財宝」で、そして「財宝」がきっかけで両者とも活動を止めたのではないかと推測されている。さらにアタルが資料を調査した結果、「財宝」は「未知の戦闘機」ということが判明した。
三章では姿を消した真相が明かされ、70年前にムラクモ空賊団との「財宝」の争奪戦に勝利したが、団員の1人であったスメラギが「財宝」を独占しようと野心を抱き、仲間を罠に嵌めて2人を殺害し、間一髪難を逃れた団長と副団長、そして整備士の3人は「財宝」を奪取し、スメラギの手に渡らぬようどこかに隠した。のちに財宝はバラツマ湖のほとりにある洞窟内に隠されたことが判明し、さらに財宝は「ユーハングのものとは違う、富嶽以上の超大型爆撃機の設計図と部品」であることが判明、スメラギはその超大型爆撃機を大量に製造し、かつてイサオが編成した富嶽爆撃隊を再現し、イジツを支配しようと目論んでいたことも判明した。

##### ゲキテツ一家
「大空のテイクオフガールズ！」に登場する大マフィア「ゲキテツ一家」の女幹部たちで、タネガシに拠点を置き、複数の町（シマ）を取り仕切り、空賊や無頼者から町を守る用心棒も受け持っている。一家といえど幹部たちの血のつながりは無く、ほとんどは首領に拾われた孤児たちから成り立っている。一家の機体のマークはリボルバー式拳銃の6連弾倉に二枚羽の白いプロペラである。「外伝」4話ではフィオとローラが登場している。
フィオ
声 - 朝井彩加
ゲキテツ一家の幹部のひとりで通称「狂犬のフィオ」。乗機は紫電一一型。背は低く顔立ちが童顔で整っており、一見マフィアとは無縁のような容姿をしているが、負けん気が強くて喧嘩っ早い性格の持ち主で、特に「チビ」は禁句である。 縄張りの町であるオキエラの住民からは、他の幹部に比べてあまり顔を見せない上にみかじめ料以上の働きをしていないと時々文句を言われているが、年寄りからは孫のように人気があり、部下たちにも恐れられつつも子供の世話をする親のように慕われている。胸は大きい方だが、同年齢のローラと比べて圧倒的に低い身長を気にしている。また、酒が一向に呑めず、バーに立ち寄ってもホットミルクやオレンジジュースしか飲まない。タネガシ大抗争で両親を失い、孤児だったのを首領に拾われ育ててもらったことからファミリーへの忠誠心は非常に強く、また義理堅い一面もある。首領の影響か、フィオ組の建物は他の幹部のような洋風ではなく、古めかしい和風の作りである。自分のように抗争で両親を失うような子供がいなくなる世界を目指している。空戦では部下達を鼓舞するために先陣を切って吶喊するスタイルを取っているが、操縦が粗いため機体が時々エンジントラブルに見舞われる。実は射撃が得意であり、イベント「イヅルマ大追撃」でもその腕を発揮するが、本人としてはステゴロ（得物無しの殴り合い）で、実力で勝つのが好きであり、一発で勝負のつく銃の類はあまり使いたがらない。絵を描くことが好きだが壊滅的に下手である。イベント「ウキヲエ騒動」で自信の絵をウタマロにこき下ろされた挙句に破り捨てられた際はショックでマジ泣きした。
第二章でタネガシ近辺でまだゲキテツ一家と提携を結んでいないマフィアを説得して傘下に加えるべく、他の幹部と共に活動していたが、シグの策略に嵌って冤罪をかけられ、タネガシ刑務所へ収監されるが、バンカラ一家をはじめとする囚人の暴動に加え、イサカ達ゲキテツ一家の刑務所へのカチコミにより刑務所は陥落し、タネガシ自警団団長・ヒジリの供述によりシグが暗躍していたことが発覚した。
第三章で義父でもある首領を、シグと共謀した「極殺会」に拉致され、さらにタネガシ全土の空爆を引き換えに降伏を迫られるが、シアラのマフィアの覚悟を聞き、マフィアとして戦うことを決意し、イサカをはじめとする幹部の決断でフィオを首領代行の大親分となり、シグと極殺会への全面戦争を決断した。のちに極殺会と和解し、「穴」を介してユーハングの世界へ帰る首領を止めたい気持ちを抑え、再びイジツへ帰還すると約束した首領を見送る。そして二代目首領になるが、首領が戻ってくることを信じて一家の首領の座は保留し、ローラと共にイジツ中のマフィアを統合する旅に出た。
後日談としてカナリア自警団の第3章にも登場し、ローラと共にイヅルマに訪れた際にウタカのイヅルマ戒厳令に巻き込まれ、ウタカの野望を阻止するためにロイグと共にカナリア自警団に協力する。
「外伝」4話では一家が貸し付けた金を持ち逃げした男を捕まえるために、イヅルマに居るという報を聞きつけてローラと共に酒場に訪れ見つけるが、アコが訪れたために面倒事は御免だとその場を逃げ、男はアコに捕まった。以後もイベント「イヅルマ大追跡」や「ウキヲエ大騒動」で何の因果かアコと顔を合わせることとなり、その度に条件反射で逃げるようになる。
ローラ
声 - 藤田茜
ゲキテツ一家の幹部のひとりで、通称「死神のローラ」。乗機は零戦二一型。物腰柔らかな金髪美女で、カタギの若い男性や、他のシマの住民からも人気がある。それもあって握手会やライブなど、いわゆる「アイドル活動」でローラ組の資金を賄っており、毎回大盛況なこともあって本人もまんざらではない模様である。第一章の選挙でイサカと並んで最有力候補となっているが、自身としては現状さえ維持できればそれでいいからと棄権しようとして、逆にフィオに諫められている。流れ者としてタネガシに来た自身を拾って育ててくれた首領に実父以上の忠誠を誓っており、首領からは他幹部への伝言を頼まれるなど、かなり信頼されている模様である。また、首領に拾われたフィオの教育係を務めたこともあり、フィオにとっては頭が上がらない姉的存在である。実は男性であり、とある事情で自身が女顔であることもあって女装をしており、首領以外その事実を知る者はいない。シマの事務所はフィオ同様の和風邸宅の作りで、即興ライブ用にミラーボールが設置されている。射撃が得意で、フィオと同レベルである。
第三章で彼（女）の出自が語られている。父親は北の果ての荒野中のマフィア連合を牛耳る「極殺会」付きの、狙撃を得意とする暗殺者であり、妹のルーガとともに自身の身を守るために狙撃や暗殺術などを叩き込まれたが、組織の裏切り者として両親は粛清され、自身も囚われの身になった所をルーガにより救出された。しかし、その時の爆発に巻き込まれてルーガは生死不明となり、妹の分まで生き抜こうとルーガと同じ姿となってタネガシへ流れ着いて首領と出会い、家族として暖かく迎えられた経緯を持つ。のちに極殺会との抗争が一段落したあと、フィオと共にイジツ中のマフィア統合の旅に出る。
フィオのことは我が子のように可愛がっており、「外伝」4話ではサポート兼保護者としてフィオと共にイヅルマへ訪れ、後日談にあたるイベント「イヅルマ大追跡」ではガーベラを自慢するベルに対してフィオの方が可愛いと対抗意識を燃やした他、フィオに攻撃しようとする空賊に対しても激昂して情け容赦無く撃墜した。「ベニヤンマの逆襲」ではファンクラブのショウト支部や後援会のたっての願いもあり美人パイロット大会にシアラと共に参加する。
イサカ
声 - 諏訪彩花
ゲキテツ一家の幹部のひとりで通称「冷血のイサカ」。乗機は零戦二一型。 時間に厳しい完璧主義者で秒にまでこだわり、会合などの遅刻常習犯のフィオをよく説教する。政治的手腕も荒事もこなし、縄張りであるキノクの管理もしっかりと行なっているため、「冷血」という二つ名に反して老若男女から人気があり、第一章の選挙でローラと並んで最有力候補となっているが、時間に遅れるなどして予定が狂うとパニックに陥る。自身にも厳しく、毎朝起きる際に目覚まし時計の設定時間よりも早く起きないと死に至るトラップを仕掛けるほどである。酒には弱い方で言動が支離滅裂になり、大抵はカクテル代わりにラムネなどの炭酸飲料を飲む。首に下げている懐中時計は子供の頃に父親が誕生日祝いに買ってくれたもので、今でも形見としてメンテナンスをして大事にしている。空戦では主に指揮官として部下達に指示を出し、理詰めの戦略で空賊を翻弄する。
第三章で彼女の過去が語られている。両親はキノクで金貸しをしていたが、強盗に遭い両親は殺害され、当時取引きをしていたマフィアに頭を下げることに歯痒さを感じながらも、平穏のためには時には「抑止力」も必要と実感し、当時キノクで組長を務めていたサダクニに懇願してゲキテツ一家に入った経緯を持つ。養女として受け入れてくれたサダクニの恩義に報いるためにも、街を豊かにしようと政治学や経営学を勉強しながら組員として活躍し、やがて頭角を現してキノクの組長に抜擢され、彼より上の立場になっても、副長であり、また義父である彼を信頼している。のちにイジツ中のマフィア統合の旅に出るフィオとローラの代わりとして、その政治力を見込まれて首領代行となる。
イベント「ウキヲエ大騒動」では近年姐さんなどの芸術家が誕生していることから、イジツで新たな芸術革命が起ころうとしていると予測し、最近芸術関係の行商で頭角を現しているトリヘイらエリヰト興業と取引を持ちかけて契約を成立させ、成り行きで姐さん救出作戦に参加する。
ニコ
声 - 石上静香
ゲキテツ一家の幹部のひとりで通称「不死身のニコ」。乗機は零戦五二型。長身で鋭い眼光の女性で、常に寡黙で堂々とした態度をとる。男勝りで腕力があり、また腕っ節が強く喧嘩では無敗伝説を持ち、空戦でも主に命知らずな戦法をとる。縄張りのヤジョの住民たちの多くは彼女を頼ってきたお尋ね者で、常に不穏な空気が漂っているが、ニコに対して忠誠を誓っているため大きな揉め事は起きない。スクラップ屋の修理士である父親の影響で戦闘機をはじめとする機械の修理が得意であり、かつてヤジョ一帯は長らく抗争の激戦区でもあったため現在でもかなりの数の戦闘機が埋まっていることから、戦闘機を掘り起こしてはレストアや部品採りなどをして組の資金源としている。なお、父親は仕事では真面目だったが母親に逃げられて以来酒浸りになり、事あるごとにニコを殴っており、現在は全く会っていないため生きてるのか死んでいるのか分からないとのことである。
一見すると最もマフィアらしい人物だが、実のところは小さくて可愛いものが大好きな女性で、特にフィオが自身の好みなため、彼女を前にすると自分の世界に入ってしまい、時にはフィオ以外の幹部ですら平気で敵に回して小さくて可愛い者の味方に着く。部下達の勝手な解釈で彼女の意思とは逆の方向へ事態が進展することもあるが、冷静な判断力を持つ上に運にも恵まれているため、大抵は何事もなくプラスの結果になっている。他にも飼っている猫を中心に行動し、料理や刺繍、彫刻と平和的な多趣味を持つ。第一章の選挙については全く何も考えていない。
第三章でゲキテツ一家に入った経緯が語られている。昔出稼ぎで油田採掘をしていた際に崩落事故に遭ったが、持ち前の幸運により無傷な上、巻き込まれた従業員を全員救出したことで名が挙がった。彼女の度量に惚れて舎弟になった者や彼女を倒して名を挙げようとして喧嘩を売って返り討ちに遭って勝手に屈服した者などにより、「静かに暮らしたい」という本人の意思とは逆に、愚連隊として密輸やレストア戦闘機の販売などによって勢力を拡大させた。そんな時に一部の舎弟がゲキテツ一家のシマで騒動を起こし、話し合いで解決するため首領と出会い、兼ねてよりニコの性格を看破していた首領から一家に入らないかと持ちかけられ、その時に居合わせたフィオに一目惚れして一家に入った。
一見大人びた風貌をしているが、実は幹部の中では最年少であり、しかも未成年である。
イベント「怒りのアレシマ」ではレミのサポートとして共にアレシマに訪れ、コータとミナミの兄妹がマフィアに絡まれていたのを助けて、小さくて可愛い者達を守るべくゴリオシ一家と戦うことを決意し、ゴリオシ一家が襲撃に来た際はレンジと共に構成員達を叩きのめし、その際に人生で初めて共闘した仲間として、背中を任せられるとレンジを信頼した。
シアラ
声 - 花守ゆみり
ゲキテツ一家の幹部のひとりで通称「魔性のシアラ」。乗機は雷電。 愛らしい外見・口調で縄張りの住人から人気がある。かなりサディスティックな性格で、他人を服従させることを喜びとしており、部下たちもマゾに目覚めており、シアラ組内はシアラを女王様としたハーレム状態になっている。ナイフの扱いに長けており、その腕前はフィオも一目置くほどである。
かつてタネガシで古い歴史を持つマフィアのボスの娘であったが、10年前に敵対するマフィアの襲撃で一家全員を失い、奇跡的に生き残った後にマフィアへの復讐のためにゲキテツ一家に入り、のちに復讐を果たしたことが第二章で語られている。当時はマフィアの娘という理由で友達が作れなかったが、今は苦楽を共にする仲間ができたとフィオ達との付き合いをそれなりに大事にし、彼女なりの愛情表現で時々フィオをからかったりしている。第一章の選挙では次期首領の座などには全く興味がなく、現状が維持できればよいとフィオたち幹部の現状を楽しんでいる。その出自から裏社会の「掟」に関して非情に徹しており、第三章で極殺会との抗争にタネガシ全土を巻き込み兼ねないと悩むフィオ達に対し、マフィアとしての覚悟を語って諭した。
操縦の腕もかなりのもので、旋回性能が零戦よりも若干劣る雷電を難なく乗りこなし、第二章でも成り行きでマフィアを巻き込みながらも一晩中ニコと対戦した他、イベント「ベニヤンマ団の逆襲」では首領の命令でショウトの美人パイロット大会に参加した。キリエを「芋娘」と呼び、空戦でもキリエをからかって判断力を鈍らせ、雷電の特性を活かした戦術で互角に渡り合った。キリエからラハマの町長より断然雷電を使いこなしていると評価されている。長時間雷電で暴れ回る（ヴィト曰く「楽しいこと」）と爆睡し、何があっても起きることがない。
レミ
声 - 田辺留依
ゲキテツ一家の幹部のひとりで通称「流れ雲のレミ」。乗機は零戦五二型。「〜っす」が口癖の、一見するとただの陽気な呑んだくれだが、スラム街から幹部までのし上がってきた実力者で、諜報・工作などの特殊な役割を担当しており、用意周到で抜け目ない性格である。レミ組一同、ほとんどがスラムの頃からの仲間であるため上下関係がほとんどなく、友人として接している。気さくな性格でかつ縄張りの治安にも貢献しているため住民から人気がある。 戦闘機での戦いでは敵機を囲むようにバレルロールを行なって逃げられなくする「籠目」なる必殺技を持つ。スラム出身の経験から自身よりも他人の幸福を優先にし、時々秘密裏に義賊的な活動をすること事もある。第一章の選挙についてはなるようになるしかないと考えており、首領の座にはあまり興味がない。また、フィオやローラには劣るものの、早撃ちにかけては自信がある。
第二章でゲキテツ一家に入った経緯が語られている。クロたちスラムの仲間と共に義賊的な窃盗団を結成していたが、とあるマフィアに捕まり、皆殺しにされそうになった所を首領の計らい（圧力）によって救われて一同まとめてそのままスカウトされ、彼に助けられなかったら今の自分達はいないと、クロをはじめとする仲間共々今でも感謝している。また、フィオ達が刑務所に収監された際は連絡役として刑務所に度々侵入した。第三章では兼ねてよりローラが男ではないかと推察しており、のちに男だと確認し、彼（女）の秘密を胸の中に仕舞った。
イベント「怒りのアレシマ」ではアレシマ周辺のマフィアの調査のためにニコと共に訪れ、行商人を装いヤミ市を拠点に活動し、後にレオナやレンジ達と共にマフィアの騒動に巻き込まれる。騒動後はアレシマ周辺のマフィアを鎮圧してゲキテツ一家の傘下に収め、レオナとチカ（コトブキ飛行隊）と知り合いになれたことに満足した。
首領
声 - 杉崎亮
タネガシに拠点を置く大マフィア「ゲキテツ一家」の首領。大変寛大な性格の持ち主で、カリスマ性もあることから、全シマの住民から慕われている。フィオたちからも父親のように慕われ、特にフィオにとっては育ての親でもあることから「オヤジ」と呼ばれている。かつて複数のマフィアが対立し激戦と化した時代に突如現れて身ひとつで対立を終結させた英傑であり、今でもイジツ中の裏社会でその名を知らぬ者はいないほどである。老齢なこともあって次期後継者をフィオたち6人の中から選挙で選ぶことを決めるが、実はフィオたち6人の女幹部達を試すために行ったことであり、結果として一致団結したフィオ達の姿を見て満足して改めて盃を交わし、死ぬまで首領の座は譲れないと続投を宣言した。
第三章で彼はユーハングであることが明かされ、さらには「穴」の出現場所について重大な情報を持っていることが判明し、「穴」の出現場所を知りたい極殺会により拉致された。
のちに彼がかつてタネガシ地域を担当する司令官で、自分達が持ち込んだ戦闘機をはじめとする兵器のせいで罪の無い人々が命を落としている現状を真摯に受け止め、ユーハングの世界に戻る際に、イジツへの贖罪のためにイジツに残ることを決意し、マフィア激戦区だったタネガシを命がけで平定し、「暴力による支配」ではなく「平穏のための抑止力」としてゲキテツ一家を興したことが彼の口から語られている。しかし「穴」の向こうでは今でも同胞が戦っていることから、叶うならユーハングの世界に戻って仲間と共に戦いたいと常日頃から思っており、タネガシ郊外で「穴」が空いた際にユーハングの世界に戻ることを決意し、フィオにゲキテツ一家の首領の座を譲り、再び戻ってくると約束して「穴」の向こうへと旅立った。
なお、首領の本名についてはアプリ内、および公式サイトにおいて正式な発表はされていない。

クロ
声 - 坂泰斗
レミ組副長を務める男性。レミとはスラムの頃からの幼馴染で、彼女の下で諜報活動などを行い、今でも親友として接するほか、だらしない私生活のレミの面倒を見ていることから厚く信頼されている。孤児の頃からひもじい思いをして生きてきたため食べ物に対しては多少執着しており、食い意地も張っている。第二章や第三章でもレミの補佐として秘密裏にレミに付いてきており、結果としてレミたちの危機を救うこととなる。
シグ
声 - 佐原誠
ゲキテツ一家の幹部のひとりで、首領補佐で組の中では最古参の男性である。長髪に隻眼で、眼帯をしている。今回の後継者争いで自身が選ばれなかったことが発端で6人を亡き者にしようと暗躍する。後に後継者争いが御破算になるとフィオたちを慰めつつ歓喜し、次こそは後継者に選ばれようと奮起した。第二章ではそれでも自身を脅かす者として危険視し、全員を失脚させるべく暗躍し、手始めに傘下に収めているタネガシ自警団を使ってフィオを冤罪にかけてタネガシ刑務所へ収監させた。しかし、計画が失敗すると兼ねてより北の果ての荒野を支配する極殺会と取引きをするという強硬策に出て、その条件として首領を拉致して身柄を極殺会に引き渡した。しかし計画が失敗に終わると粛清と情報隠蔽のためにルーガに戦闘機ごと撃墜された。のちにパラシュートで脱出していた所を拘束され、ドクダミ一家の尋問に遭うが、この時に『開眼』してしまい、以後は源氏名「シグコ」として、ドクダミ一家のオカマバーで第二の人生を歩むこととなる。
ヘイハチ
声 - 柳田淳一
フィオ組の副長。いつもフィオと同伴し、一言多い性格でその度にフィオにどやされるが、ある意味堂々と意見を言える立場として他の組員から頼りにされ、またフィオも隠すことなく正直に言ってくれることに信頼できるとまんざらではない様子である。所有する機体は紫電。
サダクニ
声 - 綿貫竜之介
イサカ組の副長。両親を失いゲキテツ一家に入りたいと懇願したイサカを拾い、組員としてまた娘として育てた彼女の義父かつ「マフィアの生き方」を教えた教師である。やがて頭角を現して自分より上の立場である幹部になったことに、本当は彼女ほどの才があるならカタギとしての生き方も選んでほしかったと思いながらも、シマの住民に慕われている姿に上司として、また義父として自慢の娘を誇らしく思っている。
ヴィト
声 - 濱本大史
シアラ組の副長。眼鏡をかけた優男風の男で、シアラ組のブレインとしてシアラに進言などをしているが、彼もまたシアラの調教によりマゾに目覚めており、口答えする度に「ご褒美」をもらい、組員たちから羨ましがられている。弛まぬ努力の末に数100クーリル離れた先のシアラの匂いを嗅ぎ分けることができ、第二章でシアラの危機を救った。
トラオ
声 - 白石兼斗
ニコ組の副長。喧嘩で無敗の伝説を持つニコを「恐ろしい人」として忠誠を誓っており、ニコの心境を勝手に冷酷な人物風に解釈して部下達に説明し、結果としてニコの恐ろしさを助長している。
キクチヨ
声 - 石狩勇気
ローラ組の副長。マフィアとは無縁に近い風貌をしており、主にローラのアイドル活動のスケジュールや資金面を管理しているマネージャー的存在である。自身もローラを崇拝している。
しろうさぎ団
イサカのシマに勝手にお邪魔してきた空賊で、頭目はハットを被った顎髭の生えた男性である。彼らが所有する機体は隼三型。シマのバーで偵察に来ていたフィオと喧嘩沙汰を起こし、部下と共に見張りに来ていたイサカにより一時は沈静化するが、翌日イサカのシマを襲撃する作戦を決行する。途中フィオに足止めされるが、コネを通じた他の空賊と共にフィオを包囲する。しかし、イサカの部隊が増援してきたことで、逆に包囲されて次々と列機が撃墜され、頭目もフィオに撃墜された。
ドクダミ一家
ボスのタカオと幹部のクニヨとカツミを中心とした全員オカマの新参マフィア。オカマという理由で町を追い出された連中がタネガシ近辺の空の駅跡地にバーを作り、やがてオカマがオカマを呼び、大規模な歓楽街になった所をアワモリ団に狙われていたが、同盟を結びに来たイサカとレミの協力で事なきを得て、全員サダクニに一目惚れしたこともありゲキテツ一家と同盟関係を結んだ。以後は歓楽街ならではのツテで情報収集をし、イサカ達に提供している。
一家のマークは紅い唇。
ミサキとナギサ
エクレア一家に土地を追われて、辺境のシクヤマに集落を構えている村民の代表をしている姉妹。妹のナギサはフィオにそっくりで、ローラ以外見分けが付かないほどであり、姉のミサキはナギサが好き過ぎるあまりに刑務所で会ったフィオを義妹にしようとするほどである。シクヤマの山の洞窟にユーハングの施設があったことが分かると、キヨマロの依頼を受けたヒジリにより冤罪をかけられてミサキとナミエを含む配下はタネガシ刑務所に収監され、エクレア一家の襲撃により風前の灯かと思われたが、ニコとシアラにより窮地を救われたナギサはゲキテツ一家にミサキの救出を依頼し、後にミサキと再会を果たした。以後ゲキテツ一家と同盟関係を結び、第三章ではシグと極殺会のタネガシ全域へのカチコミに、ヤジョ（ニコ組）への援軍に駆けつけた。
ナミエ
ミサキの部下。ヒジリに冤罪をかけられ、ミサキと共にタネガシ刑務所に収監された。ミサキの妹になりたかったと思うほどに慕っている。のちにバンカラ一家のマコトと文通する仲になった。
バンカラ一家
筆頭のトドロキに副官のマコトをはじめとする新参武闘派集団で、イジツのマフィア統一を夢に掲げている。タネガシのはずれにある学校跡地を根城にしており、全員学ラン風の制服を着ている。同盟を結びに来たフィオに一目惚れしたトドロキが一方的に結婚を申し出（なおマコトはローラに惚れていたが、のちにナミエと文通する仲になる）、切磋琢磨の末に空戦での決着で敗れた直後にヒジリの策略によりフィオたちと一緒にタネガシ刑務所へ収監される。刑務所内でもフィオに協力し、刑務所陥落後はゲキテツ一家と同盟関係を結び、フィオのことはまだあきらめないと宣言した。
一家のマークは3つに分かれた炎。
アワモリ団
イケスカ動乱の混乱に乗じて結成した空賊もどきの新参マフィア。裏でヒジリと取引をしており、ドクダミ一家の歓楽街を拠点にすべく襲撃したがイサカとレミにより失敗し、後にタネガシを襲撃すべくエクレア一家と手を結び襲撃するがシアラ組をはじめとするゲキテツ一家総動員による迎撃で壊滅した。
キヨマロ
ユーハングの伝統文化を受け継いでいる古参マフィア「エクレア一家」のボスで、公家口調で話す。シクヤマの山にユーハングの施設があると聞き、ヒジリとの裏取引で邪魔者のミサキに冤罪をかけてタネガシ刑務所に収監し、同盟を結びに来たニコとシアラを利用して排除しようと目論む。しかし、ニコとシアラの空戦に巻き込まれて飛行隊は大打撃を受けて失敗し、後に残った戦力でアワモリ団と協力してタネガシを襲撃するが、シアラをはじめとするゲキテツ一家に壊滅的大打撃を受けた。
ヒジリ
タネガシ自警団の団長。普段からあまり働かず、その上ゲキテツ一家が自警団として機能しているために、自警団は文字通り名ばかりで形骸化している。しかも裏でシグと癒着し、職権乱用やマフィア達との裏取引などやりたい放題でのさばっていた。シグの命令でフィオとローラに冤罪をかけ、タネガシ刑務所へ収監するが、後にフィオに扇動された囚人たちの暴動に加え、イサカたちゲキテツ一家のカチコミで刑務所は陥落し、全ての悪事がバレた上に日頃から不満を抱き反旗を翻した自警団員たちにより権限を剥奪された。恨みを抱いていた者たちになぶり殺しにされることを恐れて、身の安全の保障と引き換えにシグとの癒着を告白した。その後はドクダミ一家に身柄を拘束されている。
ルーガ
北の果てのマフィア連合を牛耳る「極殺会」付きの暗殺者にしてローラの実の妹。麻酔や睡眠薬などの薬学に長けており、針を飛び道具としている。昔、両親を極殺会に粛清され、捕われていたローラを救うべく単身極殺会に出向きローラを救出したものの、爆発に巻き込まれて死亡したと思われていたが、顔に重度の傷痕を残すほどの重傷を負いながらも奇跡的に生きていた。しかし、同時に記憶喪失になり、それを利用した極殺会により嘘を吹き込まれ、極殺会に忠誠を誓っている。シグとの取引きで首領の拉致に協力し、後に計画に失敗したシグを粛清として戦闘機ごと撃墜する。なお、極殺会のマークは二本角を生やしサングラスをかけた髑髏である。首領であり育ての親でもあるナンブからは、次期首領の座と極殺そばを後世に伝える蕎麦職人として日々修行を受けており、彼女も蕎麦職人として生き甲斐を見出している。
　ナンブ
北方のマフィア連合を統括する「極殺会」の首領。彼もまたユーハングで、かつてゲキテツ一家の首領の部隊の部下でもあった。実家が蕎麦屋で自身も生粋の蕎麦職人である。ユーハングがイジツから撤収する際、ユーハングの世界で【戦禍】によって多くの人々の命が失われていく有様に失望し、またイジツの食文化に惹かれていた彼はイジツに残って食文化を守ることを決意し、首領の手引きで部隊を脱走し、北方でソバの栽培や販売をしていく傍ら、イジツでの食料品の販路が命がけなことから、抑止力として「極殺会」を結成し、その強面とカリスマ性で組織を拡大していった。
ローラの父親も組織（=販路）を脅かす敵対勢力を排除する暗殺者である傍ら蕎麦職人として修行し、ナンブも自身が編み出した「極殺そば」と首領の座を任せられると期待していた。しかし、ローラの父親が蕎麦屋として独立したいと申し出たため、組織の面子上止む無く果し合いで倒し、同時にローラの母親も流行り病で急逝し、養子として迎え入れようとしたローラとルーガも色々な早とちりと勘違いをされた結果、ローラには逃げられ、瀕死の重傷を負ったルーガが記憶喪失になったことから、ルーガを後継者兼蕎麦職人として育てていた。
時折開く「穴」から外来種の種が降ってきて、外来種によりソバをはじめとする農作物の生態系に影響が出ると兼ねて懸念しており（フィオ達はいまひとつ理解できておらず閉口していたが、イジツの食糧事情を熟知していた彼にとっては死活問題に値していた）、その時偶然にも取引を申し入れたシグから首領のことを知り、せめて生きているうちに「穴」を消そうと、「穴」の発生について研究をしていた首領を拉致した。しかし、のちに彼が同胞のためにユーハングの世界に戻ろうとしていることを知って彼の胸中を汲み、フィオ達ゲキテツ一家との抗争の手打ちをして同盟を結んだ。

##### カナリア自警団
「大空のテイクオフガールズ！」に登場する、イヅルマに拠点を置く女性自警団。6人全員がイヅルマ市自警団の主力機体である紫電を搭乗機としている。自警団といっても広報目的で結成されたため、空戦などの出撃は控えられている。団のマークは青の盾章にイヅルマのロゴとマスコットキャラクターの「カナリアくん」で、垂直尾翼には各パイロットの横顔がシルエットで描かれている。「外伝」4話ではアコが登場している。
アコ
声 - 小澤亜李
カナリア自警団の団長。亡父・トキオが自警団の伝説的英雄という理由から、自警団学校を卒業してすぐに宣伝効果を狙ったイヅルマ市自警団に担ぎ出されて団長になった。真面目で責任感の強い性格で、シノが評価するほどの優れた操縦技術を持ち、いずれ父と同じように立派な団員になれるよう努力をしている。イチゴが好きで、下着もイチゴ柄である。好物はカツ丼で、毎日昼食は食堂でカツ丼を食べている。カナリア自警団のマスコットキャラクターの「カナリアくん」の考案者だが、あまりの不気味さに好評ではなく、リッタの実家では案山子代わりに置いたところ効果てきめんなほどであった。
第三章ではウタカの策に嵌められて大騒動を起こし、カナリア自警団は無期限の活動停止処分を受け、アコ自身も責任を取り謹慎処分となるが、騒動の陰に巨悪の匂いを感じたシノ達の判断により一時リッタの実家へ身を隠した。しかしひと月以上もリッタの実家の手伝いをしているうちに農業にハマってしまい、自警団のことをすっかり忘れていたが、ふとしたことで思い出してイヅルマへ帰還する。そしてエル達やミヤコの情報からパロット社が怪しいと判断して潜入捜査を開始し、ウタカの目的を知る。彼が行おうとしていることは強引で正しいとはいえないと阻止することを決意し、激戦の末にウタカを止めることに成功して逮捕する。そして失墜したイヅルマ自警団を立て直すことを決意する。
「外伝」4話では連続食い逃げ犯が酒場に潜伏しているとの報を聞いて酒場を訪れ、賭け事をしていたベル達を見て逮捕しようとするがローラに妨げられて逃げられてしまい、逃げ遅れた男（フィオが追っていた男）を現行犯逮捕する。後に郊外の空域で騒ぎがあるとの報を聞いて急行するがフィオ達に逃げられてしまう。
イベント「ウキヲエ大騒動」では元空賊で、現在はウキヲエ界の重鎮として知られているオニシゲ一門がウキヲエの押し売りをしているとの報を聞いて、ラハマで聞き込み調査をしていた時に姐さんがウタマロ達に攫われようしている現場に出くわして食い止めようとするがも、あっさりと捕まり一緒に誘拐される。後にミント達に救出されるが、ミントが隠れて自分の裸婦画を描いていたことを知っており、帰り間際にミントに裸婦画を描くのはやめてと遠回しに言った。
シノ
声 - 八島さらら
イヅルマ市自警団の実戦部隊であるシラサギ自警団の団長で、女性ながらにエース級の腕を持ち、周囲からも信頼されている。宣伝部隊であるアコ達カナリア自警団を「お飾り」「税金の無駄使い」として目の敵にしているが、認めるところは遠回しに認めるなどツンデレなところもある。孤児院育ちで負けん気が強く、努力して団長になった努力家である。いわゆるキャリアウーマンであり、アコから尊敬されている。非番時はなぜかロリータファッションなど派手な服装で出掛けている。料理はしたことすら無い上に、栄養重視で味は二の次という「ガソリン感覚」で壊滅的である。シラサギ自警団のマークは青の菱章にイヅルマのロゴ。
ハヤトの襲撃でシラサギ自警団は壊滅的な大打撃を受け機能不全になった上に、カナリア自警団の本当の実力を見て自身もカナリア自警団に入団することを決意して上層部に無茶を通して配属され、鬼軍曹な立ち位置でユルいアコたちに時折檄を飛ばす。第二章ではジョージやミヤコから10年前のトキオの事故死の真相と生存の可能性を聞かされるとともに、裏で暗躍する者に注意するよう忠告を受ける。
ショウトのカミラとは合同演習の時からの知り合いで、調子の狂う相手だと苦手意識を持っている。イベント「ベニヤンマ団の逆襲」ではショウトの美人パイロット大会を巡って空賊が優勝商品の震電を狙っているとの情報を聞きつけてヘレンと共に調査に訪れ、成り行きで美人パイロット大会に参加する羽目になる。
エル
声 - 和氣あず未
カナリア自警団副団長。イジツでも有数の名家の出で、幼少の頃より母親からピアノを習っていたためピアノが上手く、母親からピアニストとしての将来を期待され、それまで幼稚園の先生として働いていた。しかし、幼馴染のアコから入団のスカウトを受け、刺激的で楽しい日々が送れると母親の反対を押し切りカナリア自警団に入団した経緯を持つ。イベント「決戦 怪盗紳士ミカヅキ」でも、それまで恵まれすぎているために平坦でつまらなかった人生に刺激的な毎日が来たと語っており、その点ではアコに感謝している。正真正銘のお嬢様なため一般人より考え方が多少ズレている。また、幼少の頃に頻繁に誘拐されていた経験から、空賊などの強面相手の扱い方にも慣れている。自然と人を甘やかす癖があり、アルバートをはじめとする男性から人気が高い。そのためヘレンからは「おやじ殺し」、シノからは「ダメ人間製造機」と不安がられている。
第三章でカナリア自警団が無期限の活動停止処分となった際に、裏で巨悪の臭いがあると判断して、情報収集も兼ねてパロット社の近くにおでんの屋台を開業し、仕事帰りの社員などから情報収集をしていたが、ここでもダメ人間製造機っぷりを発揮し、アルバートをはじめとする顧客を増やし続けていた。
リッタ
声 - 峯田茉優
カナリア自警団員でいつも大きな帽子を被り、大きなリュックを背負っている。かつて「空の英雄」トキオの搭乗機が紫電だった影響で紫電が大好きな重度の紫電ヲタで、紫電のこととなると熱く語りだす。1年前に実家の畑に熊が出没した時に現場検証に訪れたアコの誘いを受け、紫電に乗れると入団した経緯を持つ。入団後は紫電の整備をしているうちに戦闘機や機械関係に詳しくなった。実家が農家で野菜にも詳しい。独特の操縦センスは畑を荒らす鳥を赤とんぼで追い払うことで培ったもので、空戦では鳥に比べたら動きが単調で読みやすいと実力を発揮する。また農作業で多忙な両親に代わってフッチとマイの面倒を見ていたため、料理をはじめとする家事全般が得意である。
ミント
声 - 近藤玲奈
カナリア自警団員。紫のカーディガンをマントのように羽織っている。アコを「お姉様」と呼び、崇拝と呼べるほどに慕っている。実家は実戦古武術道場を代々受け継いでおり、彼女も幼少の頃から修行をしているため、古武術においては過去に二度も野生の熊を倒したことがあるほどの達人レベルな上に、飛んでくる銃弾の中で弾道を見切って的確に避けて突撃するほどに動体視力と身体能力に長けており、空戦でもそれらを発揮する。見知らぬ者にいきなり触れられると咄嗟に古武術で倒してしまうのが悩みである。
イヅルマから紫電を飛ばしても丸三日かかる辺境の地・クマモの出身であり、元々内気で絵を描くのが好きで中二病を若干こじらせており、その性格を治そうと精神修行も兼ねて祖父の勧めでイヅルマ市自警団学校へ入学し、不良達に絡まれた所を助けに来たアコに一目惚れし、のちにアコがカナリア自警団を立ち上げたと聞き、部屋の前で土下座で懇願して入団したことが第二章で語られている。
イベント「ウキヲエ騒動」では、イヅルマで開かれた美術品の展覧会で姐さんの「踊子美人」を見て感銘し、ラハマで個展を開いているとの報を聞いて、非番の日に訪れた。その際に自分の絵も見てもらおうと「アコの裸婦画」を見せた姐さんから高く評価される。しかし、オニシゲ一門の調査にラハマを訪れたアコを見て驚愕し、後にアコが姐さんと共にオニシゲ一門に攫われたとの報を聞いて、半ば猟奇的な目を孕みつつ姐さん救出作戦に参加する。
ヘレン
声 - 桑原由気
カナリア自警団員。グラマーな身体と眠そうな口調にボサボサヘアが特徴である。時間があれば操縦中でもどこでも寝てしまい、寝ながら操縦できると言われており、恐怖のネジが抜けているような危険な飛行も難なくこなす。私生活もだらしなく、自室や自警団内大浴場でも衣類を脱ぎ散らかし、そのたびにアコに注意される。
イカルガ自警団の副隊長・ジョージの娘で、実家のミルク配達の手伝いでミルクを零さないように飛び、また襲撃してくる空賊などをまくために狭い峡谷を飛ぶうちに高い操縦技術を身につけ、その腕をトニー達に請われて暴走飛行団の初代総長になる。のちに自警団に入団すると年金がもらえて老後は悠々自適に生活ができるとのアコの説得で、多少誤解した形で入団した経緯を持ち、現在でも「飛ばし屋ヘレン」としてイヅルマ周辺の不良達から伝説視されている。
第三章でハヤトをツバメ達に利用されて負傷したことに静かな怒りを抱き、暴走飛行族時代のツテで情報収集を行い、後に意識が回復したハヤトからパロット社のことを聞き、アコ達と別行動をとりながらウタカの野望を阻止しようとした。
アルバート
イヅルマ航空自警団部長で肥満体型の中年男性。事なかれ主義でカナリア自警団に広報関係の司令を出している。エルに好意も持っていて何かとアプローチをかけているがうまくかわされている。
初代イヅルマ市長を先祖に持つ家系の生まれで、その縁もあって一族はイヅルマの要職に就いているが、本人に至っては自警団に入ったもののあまりにも凡庸だったため、とりあえずお飾り部隊であるカナリア自警団の部長職に就かされた経緯を持つ。
第二章での市長救出の件でなぜか功績が称えられ、イヅルマ自警団の統括本部長の昇進が決まっていたが、第三章でのアコの騒動により昇進が破棄され、毎晩エルの屋台へ足を運んでは慰めてもらっている。後にウタカに拉致され、逃走しているアコ達に降伏を呼びかけるよう命令されたが、正義のために行動しているアコを裏切れないと命を賭して拒否するなど、正義感に目覚める。一連の騒動が終結した後は悪徳有権者と繋がりのあったイヅルマ自警団上層部を解任され、信頼が地に堕ちた自警団を立て直すべく、カナリア自警団と共に奔走する。
ジノリ
イヅルマの老人ホームにいる偏屈な老人。かつてはイヅルマ市自警団で整備班長を務めた整備士で、特に誉系の発動機にかけてはイジツでも有数の腕を持つ。アコの亡父のトキオの機体の整備も担当したことがある。頑固な職人気質で老人ホーム内でも周囲に馴染めず一人でいたが、リッタとアコに説得され、彼女たちに機体の整備を教えるためにイヅルマ自警団に足を運ぶようになり、リッタから「師匠」と呼ばれるようになる。のちにイヅルマ自警団整備顧問として整備員たちに厳しく指導するようになる。
アルバートをはじめとする上層部たちも新入りの頃から面倒を見ていたため、今でも頭が上がらない生き字引的な存在で、時々上層部にゴリ押し同然の説得をする。のちにイベント「嘆きのオフコウ山」で弟子入りしたアカバナ族達と共にウタカの野望を阻止しようと奮起する。
ハヤト
飛行機窃盗をしていた少年。負けず嫌いな性格で時折街中で会うアコやリッタにセクハラをし、その度にリッタと口喧嘩する。ある時とある倉庫に忍び込んで改造された雷電を発見し、そこをウタカに捕まり、窃盗で培った操縦技術を買われ、テストパイロットとしてシラサギ自警団を襲撃し壊滅した。後にカナリア自警団の挑発に乗りアコと対戦し、アコの操縦技術の前に敗北した直後に口封じのためにツバメに撃墜される。アコに救助されて一命を取り留め、身寄りがいないことと、組織の手から匿ってもらうためにジノリに引き取られることとなり、彼の提案でカナリア自警団専属の整備士として働くこととなり、リッタから弟弟子と呼ばれるようになる。ヘレンに気に入られている模様で、頭の上に胸を乗せられたり同居生活を提案されたり、入院した時もベッドに潜り込まれたりと逆セクハラを受けている。第二章ではジノリの教育もあり礼儀正しい青年へと性格が変わっている。
第三章にてツバメと再会し、脅される形でアコの機体に細工をしたが、更生して仲間として見てくれているアコ達を裏切れずに身を挺して計画を阻止し、重傷を負い病院に入院した。
トニー
声 - 室元気
ユーヒガ丘をアジトとしてイヅルマ一帯を縄張りとする暴走飛行団の総長。ヘレンとは長い付き合いである。手下たちには孤高の一匹狼を気取っているが、富裕層の出で、大人になっても未だに小遣いを貰っている。イヅルマ周辺の不良達からは「口先男」「仕切りたがり」とあまり高く評価されていない。昔ヘレンに告白した時は返事をもらえずじまいだったが、作中再会した際にタイプではないとフラれた。その後は金持ちのボンボンだということがバレたこともあって、リーダーシップをほぼ失ってしまい団は解散寸前になったが、紆余曲折の末にイヅルマ中の不良たちと共にカナリア自警団の私設応援団を結成することとなった。その時にミントと共に行動したのが縁で、ミントから「アニキ」と呼ばれている。
ダニー
暴走飛行団の一員。解散寸前の上にヘレンにフラれて傷心気味のトニーを見捨てずに一緒に行動していたが、ガソリン代が高くなったこともあり、暴走飛行団を降りて真っ当に職に就こうと考えている。
トキオ
アコの父親で故人。かつて伝説と呼ばれた少数精鋭部隊であるイカルガ自警団の団長を務めていたエースパイロットであったが、10年前に事故死した。その卓越した操縦技術は現在においても伝説として語られている。彼の機体を担当していたジノリも、下手な整備士よりも整備に詳しく、自分に文句を言っていたのはアイツくらいだと当時を懐かしむこともある。多忙であまり帰宅していなかったためアコもあまり覚えていないが、そんな父を誇りに思い、イヅルマの役に立とうとカナリア自警団のスカウトを承諾した。
公式では事故死となっているが、実際はパトロール中に雲の中に突如現れた「穴」を避け切れずに中に入って「穴」の向こう側の世界に行ったと思われる。「穴」に関しての利益を独占したいイヅルマ有権者と息のかかった自警団上層部による情報操作などで事故死として処理されたが、イケスカ動乱でラハマやイケスカに「穴」が出現したことにより、当時の関係者の間で「穴」の向こう側の世界に行ったという説が有力視されている。
エルの両親
母親は有名な元ピアニストで、エルが幼い頃よりピアノを教え、また、操縦の腕もかなりのもので、実弾を使用した戦闘訓練も行っていた。搭乗機は飛燕。特に男の扱い方に関しては厳しく指導している。性格は落ち着き払っているが、時に毒のある物言いをし、その性格はエルに受け継がれている。ピアニストとして才能のあるエルをカナリア自警団へスカウトしたアコを「悪魔」「泥棒猫」と恨んでおり、第二章では帰郷したエルとその件で親子喧嘩となり、どちらが撃墜されるかの空戦にまで発展する。父親はイジツで有数の大実業家で、個人で保有している飛行船でイジツ各地を回っていたが、最近脚を悪くして車椅子生活を余儀なくされている。温厚な性格で家族を大事にしているが、エルと妻の親子喧嘩を「情熱の炎を燃やして激突して美しい」と表現し感動するほどに特殊な性癖の持ち主でもある。イヅルマに多額の寄附金を納めており、その縁もありエルの頼みを聞いて一芝居を打つこともある。
爺や
エルの実家で執事として勤める老齢の男性。かつてはリノウチ大空戦において伝説と呼ばれたほどの凄腕の傭兵で、幼少の頃に頻繁に誘拐されていたエルの救助役も務めていた。操縦の腕もかなりのもので、アコにとっての「操縦の師」であり、エルと母親の空戦を交えた親子喧嘩の仲裁役も務める。搭乗機は飛燕。第三章ではエルの父親の命により、秘密裏にエルの護衛を務め、パロット社からのアコとシノの逃走に貢献した。
フッチとマイ
リッタの弟妹。弟のフッチはやんちゃな性格で、初対面の人でも平気でカンチョーをするため、事ある毎にリッタから封印しろと厳重に注意されている。対して妹のマイは姉が仕事で事故に遭わないかといつも心配している姉思いの性格である。
ミントの祖父
クマモの実戦古武術道場の現当主でミントの武術の師である。孫思いな性格で、内向的で中二病を拗らせていたミントの性格を改善しようとイヅルマ市自警団学校への入学を勧めた張本人であり、多少なりとも改善したミントに目を細めている。多少お茶目な所もあり、ミントの部屋へ勝手に入っては黒歴史ノートなどを発見してミントを困らせている。
ジョージ
ヘレンの父親でミルク配達業を営んでいる。ぶっきらぼうな性格だがちょっとおしゃべりな所もある。かつてはイカルガ自警団の副隊長で「空の貴公子」の異名を持つ凄腕のパイロットだったが、トキオが行方不明になり、トキオのいない自警団に未練はないと辞職した過去を持つ。昔からヘレンにミルク配達を手伝わせ、結果としてヘレンに高い操縦技術を養わせた。シノ（とヘレン）に10年前のトキオの事故の真相と、トキオは生きている可能性があることを告げた。ぶっきらぼうな性格が逆に女性のハートを射止めてしまい、女性達と仲良くなり過ぎたのが理由で妻に愛想を尽かされ離婚された経緯を持つ。
第三章ではアコ達の騒動の裏でウタカが暗躍していることを察知してミヤコと共に活動し、関わろうとするヘレンに助勢を申し入れるが断られ、成長した娘の姿に安堵の息を漏らす。
ミヤコ
アコの母親。イヅルマの郊外の丘の家に一人で住んでいる。かつてはイカルガ自警団に所属し、隊の一番槍で最も撃墜数が多く、搭乗機の赤くカラーリングされた紫電も相成って空賊の間では「赤い悪魔のミヤコ」と恐れられていた。トキオと職場結婚して退職し、現在も自家用機として紫電に乗っている。
勘が鋭く、シノがジョージからトキオのことを聞いていることや付近に不穏な空気が漂っていることから、アコにも何かの手が及ぼうとしていると察し、シノにトキオのことをアコには話さないでほしいと頼んだ他、付近を調べていた者達の機体を忠告も兼ねて撃墜した。
現役時代は表立っていえない、いわゆる「汚れ仕事」も率先して行っており、第三章でアコ達の騒動の裏にウタカが暗躍していると判断して独自に調査を行い、後にアコ達と合流してパロット社の潜入に協力する。後にジョージやジノリ達とも合流してカナリア自警団に協力する。
ウタカ
イヅルマに本社を置く大手の飛行船製造業、パロット社の社長。イヅルマにラジオ局を開局して、イヅルマ市自警団に出資をするなどイヅルマに貢献していることから、アルバートをはじめとする自警団幹部も頭が上がらないが、「組織」と共に野望を抱いており、独自の技術力で改造雷電などを開発するとともに、秘書のツバメに命令を下して暗躍する。後にカナリア自警団を計画にとっての障害として見るようになる。用意周到で抜け目が無く、ハヤトをテストパイロットにした際もパロット社に関する情報を一切教えず、改造雷電を保管していた倉庫の記録なども抹消している。イケスカ動乱でラハマやイケスカに開いた「穴」に、10年前のトキオの事件にも関連性があると身内であるミヤコやアコを偵察・調査させていたが、ミヤコの忠告を受けて一時手を引くことを決断する。イベント「怪盗紳士ミカヅキ」の時に自警団に預けられたハ44発動機も市長を裏で操って入手した。
第三章ではかつてイヅルマ市自警団の「クロサギ自警団」所属の団長でトキオのライバルだったことや、トキオが行方不明になり張り合いが無くなったことに加えて実家の飛行船製造業が傾きだしたために社長業を継いで、卓越した手腕で今の大会社までに成長させたことなどが語られている。
トキオをライバルであると同時に現役時代のイヅルマ大空戦の時に窮地を救ってくれた恩人として敬意を払っており、トキオが「穴」の中に消えたのを唯一見た目撃者であった。しかし、古くよりイヅルマ地域の「穴」を独占したいイヅルマ有権者と息のかかった自警団上層部の箝口令により機密とされ、それでも身内であるミヤコとアコに真相を知らせようとしたツバメとカモメの父親である上司が暗殺されたのを境に、イヅルマに悪習をもたらす古い有権者を排除しようとパロット社を継いで成長させ、改造雷電やハ44発動機などの「餌」で悪徳有権者を誘い出し、「穴」が開こうとするのを好機としてクーデターを決行して有権者の悪事を白日の元に晒して断罪した。そして「穴」の中に入って、たとえ低い確率でもトキオを捜索し、救出しようと試みる。クーデターの際には一般人に罪はないと部下達に不殺を言及している。
しかしたとえイヅルマのためとはいえ、やっていることは認められないとカナリア自警団をはじめとする協力者達の手によりクーデターは失敗し、「穴」も未完成だったためトキオの救出は叶わなかった。それでもイヅルマに蔓延る巨悪を一掃できたと満足し、全ては自身の責任だと、ツバメ達の無実を訴えて逮捕された。
ツバメ
ウタカの女性秘書でウタカを慕っている。パイロットとしての実力も持っている。所有機体は飛燕。ハヤトがアコに敗北したことでハヤトの雷電を撃墜処分した後、アコも始末しようとするが、応援に来た他のカナリア団員やシノにより形勢が逆転されてシノに撃墜され、脱出に成功してウタカの下へ帰還した。
第三章でウタカの策によりシラサギ自警団の新団長に就任し、紫電改や新技術など、表向きは共闘目的で色々と提供していたが、カナリア自警団を陥れるべくイベント時に機体に細工をし、カナリア自警団を無期限の活動停止処分にすることに成功する。
彼女達姉妹の父親はイヅルマ自警団のウタカの上司で、トキオの失踪の真相をミヤコ達に告白しようとしたが、「穴」の存在を機密にしたい有権者達の手により暗殺される。のちにウタカによりその真相を知り、ウタカと共にイヅルマに蔓延る巨悪を排除しようと同志となった経緯を持つ。
カモメ
ツバメの実姉で、パロット社より特別秘書として市長の下で働いていたが、ウタカの命令で、その美貌を利用して市長を懐柔し、傀儡としてパロット社に都合の良いように便宜を図らせていた。ツバメ同様ウタカを慕っており、そのためツバメとの姉妹仲は最低である。のちにエルに市長を籠絡され、ウタカの指令で市長の口封じを画策するがカナリア自警団の活躍で失敗した。
ウタカがアコ達に降伏を呼びかけるようアルバートに命令するが拒否したため、ウタカが大義のためにやむを得ないとしてアルバートを銃殺しようとした際に、彼に手を汚させたくはないとアルバートの盾となって負傷する。ウタカも咄嗟に急所を外したために大事には至らなかったが、それでもウタカに手を汚させないでほしいとツバメに懇願し、心中を汲んだツバメはクーデターの阻止に協力する。
イヅルマ市長
アルバートの実兄で容姿がほぼ瓜二つであることから、アコ達にひと目で血縁者だと看破された。初代市長が先祖なのが縁でほぼコネで市長になったが、事なかれ主義で保守的なのもあって就任時から支持率は低空飛行している。アルバート同様に美人にとてつもなく弱く、カモメに懐柔されてウタカの傀儡と化しており、のちにエルにあっさり籠絡される。口封じにイヅルマ100年祭の時に事故死に見せかけて殺害されそうになるが、カナリア自警団の活躍により難を逃れた。

##### ナサリン飛行隊
ナンコーを拠点に置くフリーランスの飛行隊。詳細についてはアニメ版の登場人物を参照。現時点でゲーム版唯一使用可能な男性パイロットは（女装しているローラを除いて）この部隊のみである。
アドルフォ山田
ナサリン飛行隊所属の男性パイロット。
フェルナンド内海
ナサリン飛行隊所属の男性パイロットで元神職。

##### オウニ商会
コトブキ飛行隊の隊員が契約している輸送商会および当所属の飛行船「羽衣丸」のスタッフ。現在は女性のみパイロットとして戦闘に参加が可能となっており、ゲームオリジナルの各パイロット専用塗装も登場している。ここでは使用可能なパイロットと乗機のみを解説している。その他詳細についてはアニメ版の登場人物を参照。
ナツオ
羽衣丸の戦闘機整備班長。乗機は隼一型。
アンナ
羽衣丸の操舵手。乗機は零戦二一型。
マリナ
羽衣丸の副操舵手。乗機は零戦五二型。
リリコ
羽衣丸船内酒場のウェイトレス。乗機は流星。
ルゥルゥ
オウニ商会の社長。乗機は隼一型。
ドードー
羽衣丸の船長。鳥なのでどうやって操縦しているかは分からない。乗機は赤とんぼ。

##### その他
上記の飛行隊に属さないその他のパイロット。アニメ版からの登場人物の詳細についてはアニメ版の登場人物を参照。
ナオミ
零戦三二型を駆るフリーランスの女性パイロット。
ムサコ、ヒガコ
郵便配達している双子姉妹。
タミル
考古生物学を研究しているエンマの友人。
姐さん
エリート興業の主力商品であるウキヲエを描いている女性。
カミラ
ショウト自警団団長。
ユーリア
ガドールの評議会議員で、ルゥルゥの幼馴染。
サクラ
声 - 鈴木絵理
鹿撃ち帽を被っている熱血的な女性記者で、自称「さすらいの事件記者」を名乗っている。パイロットでもあり、専用カラーの鍾馗に搭乗している。
「カナリア自警団」で初登場している。アコ達の活躍を取材するためイヅルマ市自警団部署を訪ねてきた。取材の際にカナリア自警団に自己紹介をさせたが、彼女達があまりにも格好つけすぎたせいでドン引きしてしまっている。
「怪盗団アカツキ」の第二章に登場した際には、趣味のひとつに名パイロットのトレーディングカードの収集をしていることが語られ、偽アカツキの記事を書いたことからロイグの接触を受けて情報を提供した。
「ムラクモ空賊団」にも登場人物の一人として登場し、最近ムラクモ空賊団が各地で目撃されたとの情報を聞き、真意を探って記事にしようと各地を飛んで情報を収集している。
「怪盗団アカツキ」ではロイグと「夜明けの鷹の財宝」の情報交換という形で調査の協力をし、のちにムラクモ空賊団のホタル、ネム、オボロを引き合わせ、ムラクモ空賊団の再結成の要因を与えている。

#### 賞金首
2019年6月11日のアップデートにて追加された新モード「賞金首」にて登場するキャラクター。賞金首対象となる各キャラクターの1巻の決闘で撃墜することで仲間として加入させることが可能である。また、大空賊襲来時に「未確認空賊」として出現することもあり、通常の大空賊よりさらに強力な敵となる。賞金首キャラの入手や育成には進行するのに相当の日数を必要とする。

##### ムラクモ空賊団
70年前に存在した6人組の伝説の空賊集団である。当時のどの空賊よりも圧倒的に強く、当時のユーハングのエース・パイロットにも匹敵する戦闘能力をもったことで、莫大な賞金がかけられ、今も多くの賞金稼ぎのパイロット達が行方を追っていることで有名である。ある日を境に突如として姿を消していたが、現在その空賊パイロットの子孫と思われる女性たちが機体と異名を引き継いで再び現れた。各機体には黒地に蒔絵風の迷彩塗装が施されており、団のマークとして赤の菱章にユーハング語のカタカナで「ムラクモ」の文字が描かれている。
のちに「怪盗団アカツキ」にてネム、ホタル、オボロがサクラの縁で出逢うこととなり、ホタルの提案で団の再結成を考えるようになる。
クロエ
声 - 井上麻里奈
ムラクモ空賊団の一人。雷電を駆り、祖母のオードリーから「雷電魔王」の名を引き継いでいる。凛とした威風堂々な性格の持ち主で、困っている人には手を貸す人情も持つ。引退した祖母に対して深い愛情と尊敬の念を抱いており、人里離れた小屋に二人で暮らしている。幼少の頃より祖母から雷電の操縦や整備を叩き込まれ、雷電しか乗ったことがないものの、大抵の戦闘機も扱いこなせる模様である。またサバイバル術なども学んでいる。祖母と機体を狙う輩には容赦がなく、頻繁に来る他の空賊集団や賞金稼ぎを自ら追い払っている。
趣味は曰く「己の肉体を鍛える」ことで、イベント「クロエのひな祭り」ではレオナと出会った時に双方とも鍛えた肉体に関心し、レオナが「怒りのアレシマ」の時に購入した「おへやではしるくん」のことを聞いて自分も即購入しようとするほどで、レオナとは同じ「筋肉仲間」として意気投合した。また幼い頃にオードリーから聞かされていたユーハングの伝説の武人「モモタロウ」の影響で自身も強き武人になろうと心に決め、彼女の衣装もその武人にあやかって自身で裁縫して作ったものである。オードリーから聞かされていた「ことわざ」も偉人が後世に伝える暗号文として好きだとよく使っている。
ミヤビ
声 - 日笠陽子
ムラクモ空賊団の一人。零戦五二型を駆り、3年前に祖父のキリンから「零戦胡蝶」の名と祖父の興した商会・ミヤビ興業を引き継ぎ、普段は社長として運び屋稼業を営んでいる。同興業の実体は価値のある骨董品を狙う空賊稼業の隠れ蓑で、実質的なムラクモ空賊団の現頭領である。同時に骨董品強奪に際して興業のスローガンを遵守し、さらにライバル他社の輸送部隊を殲滅するなど、運び屋と空賊が表裏一体となっており、自らも「零戦胡蝶」の名を受け継ぐ者として先陣を切る。骨董品収集は自身の趣味でもあり、社長室にも骨董品を飾っている。
幼少の頃より狡猾かつ野心的、優雅で理知的にして、己の美学を貫く性格である。キリンよりも高い智略と商才を持ちながらも周囲に隠し通していたが、キリンの死期が近いことを悟ると後継者権をかけた将棋を持ちかけて勝利し、半ば強引に認めさせて商会を引き継いだ経緯を持つ。
イベント「ミヤビの事件簿」では各界の要人を招いたパーティーの中に忍び込んでいたロイグから、かつてムラクモ空賊団とライバル関係にあった「夜明けの鷹」の財宝の話を聴き、財宝を我が物にしようとロイグ達怪盗団アカツキの捕獲を決意する。
ツバキ
声 - 喜多村英梨
ムラクモ空賊団の一人。飛燕を駆る切込隊長であり、祖父のリュウより「剃刀飛燕」の名を引き継いではいるが、「剃刀飛燕」の名を継ぐ気はあまりなく、勝手に飛燕を拝借して飛んでいるだけという、荒っぽいが気さくな性格の持ち主である。戦闘機の操縦は天才肌で、群がってくる賞金稼ぎを適当に撃墜しているうちに撃墜数は40機を超えている。料理に関しては破滅的で、腹が満たされれば何でもいいという感覚を持つ。
祖父が頑固で何も教えてくれなかったこともあり、祖父ではなく初代「雷電魔王」ことオードリーに憧れている。その一歩として彼氏を作ろうとするが、欲しいものは力づくで手に入れる空賊の基本志向から「好きな男の機体をいきなり飛燕で撃墜し、不時着したところを追って告白する」という奇行に走っていた。
「理想の王子様」を見つけるために各地を旅し、イベント「ツバキの歌劇団」でアレンに一目惚れするが、紆余曲折の末に大騒動となり、ムラクモ空賊団という立場上やむを得ず逃走する羽目になりつつもアレンとの再会を心に決める。
オボロ
声 - 後藤沙緒里
ムラクモ空賊団の一人。鍾馗を駆り、亡くなった祖父のスザクより「鬼鍾馗」の名を引き継いでいる。物静かな性格で、常に落ち着いた口調で相手に接している。祖父同様に相手の思考や動きを読む「先読み」に長けており、賞金首などに絡まれても逆に返り討ちにする他、空戦でもその才能を発揮する。
実は本当の「鬼鍾馗」は兄の方であり、戦闘機の操縦技術は兄に劣らぬものの、サクラから「ポンコツ妹」と評されるほど空図が全く読めずおっちょこちょいな面もあることから、兄が「鬼鍾馗」を引き継いでいる。賞金稼ぎに捕らえられた兄を救うべく指定された場所に向かおうとしたものの、空図が読めずに片っ端から各地を探していた所にサクラと出会い、指定された場所への案内役を頼んだ。
ホタル
声 - 洲崎綾
ムラクモ空賊団の一人。疾風を駆り、祖父のゲンブより「竜巻疾風」の名を実質引き継いでいるが、本人にその自覚はほぼなくムラクモ空賊団という名前すらよく覚えていない。一見して優しく温和な少女だが狂気を秘めており、倫理観は破綻している。
リノウチ出身で、ゲンブと両親と暮らしてしたが、数年前のリノウチ大空戦の時に戦闘機が実家に墜落し、自身はゲンブの手により間一髪難を逃れた。しかし、逃げ遅れた両親が燃える家の中で生きたまま焼かれて死んだ姿を目の当たりにしたショックで倫理観が破綻し、蝶を「両親をあの世に連れて行く天の使い」と思い込み、両親を連れて行かせるものかと捕まえては潰すその姿を見たゲンブにより家から出ることを固く禁じられていた。後にゲンブがこの世を去り、近所の者に解放されたホタルは戦闘機に「ちょうちょ」の幻を見ては、倉庫の奥深くに隠されていた疾風でそれを追って30機以上も無差別撃墜する凶行に及んでいた。後に身柄を確保されて沙汰が出るまで留置所に収監され、その報を聞いて彼女の下へインタビューに訪れたサクラを友達として気に入り、脱走後はサクラの所へ居候としてしばらく滞在することとなる。そして「怪盗団アカツキ」にて、ネムやオボロと出逢い、ムラクモ空賊団の再結成を提案した。
ネム
声 - 小岩井ことり
ムラクモ空賊団の一人。紫電改を駆り、祖父のビャッコより「稲妻紫電」の名を引き継ぎ、人里離れたオアシス(林)に小屋を建てて1人で生活している。コトブキ飛行隊のチカと同じくらいの身長で見た目は子供だがれっきした成人であり、同様に体重が軽いため対G耐性が高く、機体の限界を引き出すほどの旋回軌道も難なくこなす。見た目に反して年寄り口調で話す。
長年紫電改の「限界を超えた新たな旋回軌道」の研究をしており、小屋の中はその資料や文献などで溢れかえっている。賞金稼ぎと間違えて撃墜したサクラにお詫びとして自身の取材を受け、代わりに機体の修理が終わるまで助手を依頼する。
オードリー
クロエの祖母。かつて初代「雷電魔王」にしてムラクモ空賊団頭領として各地を暴れ回り、やがて1人の男と恋に落ち結婚して団員と袂を分かち、夫や息子夫婦、そして孫のクロエを賞金首などから守りながら生活してきた。クロエに雷電の操縦や整備、サバイバル術などを叩き込んだ。
夫に先立たれ、息子夫婦も10年前に事故で亡くしたのを機に、自分のせいで家族に当たり前の生活をさせてやれなかったと慚愧の念にかられて空を飛ぶことを辞め、そのショックもあって、かつての覇気ある性格から一変して穏やかで呆けた性格になった。それでも気配を悟られることなく相手の背後に忍び寄ったり、遥か地平線の戦闘機のエンジン音を聴き分けたりするなど、優れた五感と身体能力を持っている。また、クロエにモモタロウの話を聞かせたり、ユーハングの儀式装束である十二単衣を所有していたり、クロエに「ことわざ」を教えたりするなど、ユーハングに関して妙に詳しい一面も持っていた。
キリン
ムラクモ空賊団時代は初代「零戦胡蝶」にしてその智略を以て参謀として活躍し、ムラクモ空賊団解散後はキリン商会を興し、競争相手を潰しながら会社を大きくした。息子夫婦が死んだこともあり、ただ1人の身内であるミヤビよりも商才のある者に商会を継がせるつもりだった。しかし、晩年心臓を患い、兼ねてより商会を継ごうと野心を抱いていたミヤビと後継者権を賭けての将棋の一局で敗北し、その時のショックで心臓に負担がかかったこともあり、ミヤビに商会を託した後にこの世を去った。
ヨシカゲ　
ミヤビの秘書。普段から淡々とした口調で会話する。
オボロの兄
本当の「鬼鍾馗」であり、祖父のスザクが亡くなった後はオボロと二人で素性を隠して生活し、医師として身体の不自由な患者の下を訪れて診察している。普段も別の飛行機を使用していたが、そこを賞金稼ぎに襲撃されて捕らえられる。のちにオボロこそが鬼鍾馗に相応しいと名と機体を譲った。
オボロを溺愛し、またオボロも兄を病的に慕っていることから、サクラから「特殊な兄妹」とドン引きされている。
ゲンブ
ホタルの祖父で初代「竜巻疾風」。故人。ムラクモ空賊団解散後、リノウチで息子夫婦とホタルと共に暮らしていたが、数年前のリノウチ大空戦の時に墜落機による家の火災で息子夫婦を亡くし、そして倫理観が破綻し狂気を孕んだホタルを危険視し家から出ることを固く禁じた。やがて老衰でこの世を去り、家を訪ねてきた近所の者によりホタルは解放されることとなる。
ビャッコ
ネムの祖父だが血を分けた本当の身内ではなく、親に捨てられていた赤子のネムを拾い、我が子のように愛し育て、ネムに自由な大空と広い世界を教えた。晩年まで紫電改の旋回軌道の研究をしてきたが、死の間際にネムの出生と、両親を探して頼りにしろと言い遺してこの世を去った。しかし、ネムは彼以外に身内はいないと、そして天国の彼に喜んでもらおうと研究を引き継いだ。

## コラボ
『エースコンバット7スカイズアンノウン』
コラボによって、エンブレムが追加された。